# Templin
Templin [tɛmˈpliːn] ist die flächengrößte Stadt im Landkreis Uckermark im Norden Brandenburgs. Trotz ihrer nur rund 16.000 Einwohner ist sie der Fläche nach die achtgrößte Stadt Deutschlands. Bezüglich der Einwohnerzahl ist Templin eine Kleinstadt.

## Geographie
Templin liegt im Naturraum der Templiner Platte. Südlich erstreckt sich das Waldgebiet Schorfheide. Das Naturschutzgebiet Knehden Moor als Teilfläche der Stadt Templin ist heute Teil Netzowsee-Metzelthiner Feldmark, sämtlich in der Gemarkung von Templin gelegen.

## Stadtgliederung
Die Stadt Templin gliedert sich laut ihrer Hauptsatzung neben der Kernstadt Templin in folgende Ortsteile und bewohnte Gemeindeteile:
- Ahrensdorf
- Beutel
- Densow mit den bewohnten Gemeindeteilen Annenwalde, Neu Placht, Alt Placht
- Gandenitz
- Gollin mit dem bewohnten Gemeindeteil Reiersdorf
- Groß Dölln mit den bewohnten Gemeindeteilen Bebersee, Groß Väter, Klein Väter und Klein Dölln
- Grunewald
- Hammelspring mit dem bewohnten Gemeindeteil Alsenhof
- Herzfelde
- Hindenburg
- Klosterwalde mit dem bewohnten Gemeindeteil Metzelthin
- Petznick mit dem bewohnten Gemeindeteil Kreuzkrug
- Röddelin
- Storkow
- Vietmannsdorf mit dem bewohnten Gemeindeteil Dargersdorf.

Auf dem Gebiet der Stadt Templin existieren weiter folgende Wohnplätze: Albertshof, Albrechtsthal, Annenhof, Bandelowshof, Baßdorf, Birkenhof, Christianshof, Döllnkrug, Dollshof, Dorettenhof, Drei Häuser, Dusterlake, Eselshütte, Etashof, Fährkrug, Fennluch, Försterei, Forsthaus Buchheide, Forsthaus Krams, Forsthaus Laatz, Forsthaus Ringofen, Gleuenhof, Gut Gollin, Heckenhaus Hoheheide, Heinrichshof, Henkinshain, Hohenfelde, Joachimshof, Kannenburger Schleuse, Karlshof, Kienheide, Klosterwalder Mühle, Knehden, Kuckucksheim, Küstrinchener Weg, Lindenhof, Ludwigshof, Morgenland, Moritzhof, Moses Krug, Netzow, Papenwieser Weg, Paulinenhof, Postheim, Reinfeld, Rieckshof, Schleuse Schorfheide, Schmidtshof, Schulenburgslust, Schulzenfelde, Seehof, Steindamm, Steinfeld, Stempnitz, Sydowshof, Torwärterhäuser, Vorwerk Annenwalde „Waldhus“, Waldhaus, Waldhof, Weiler, Werderhof und Wucker.

## Geschichte

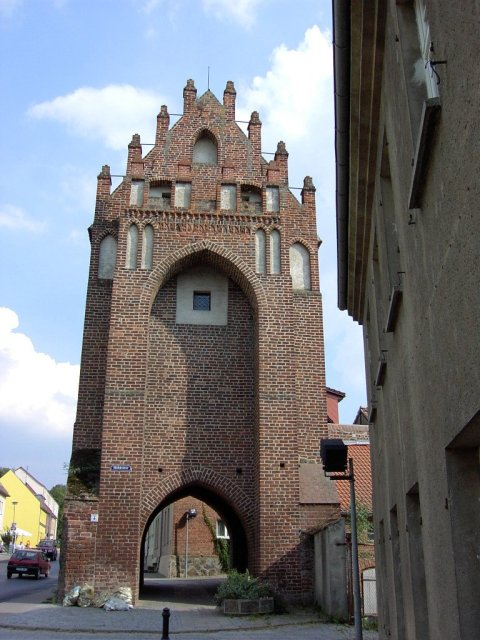
Mühlentor

### 8. bis 14. Jahrhundert
Für die Herkunft des Namens „Templin“ wird das germanische Wort timpen, tempen oder tempel mit Bedeutung von „spitzer Hügel“ erwogen, was einen Kontakt zwischen germanischen (bis 5. Jahrhundert) und slawischen Siedlern (ab 6. Jahrhundert) voraussetzt. (Vgl. Vom Fischer und seiner Frau, ein Märchen, das die Brüder Grimm von einer Quelle in der Nähe Templins sammelten: Mantje, Mantje, timpete, etwa ‚Mondchen, Mondchen, gezipfelt‘, also der Sichelmond.) Eine andere mögliche Quelle ist das slawische Wort tąpy bzw. topy in Bedeutung von „stumpf“. Daneben kommt noch die Ableitung von einem Personennamen „Tąp-l-“ in Betracht.
Seit dem 8. Jahrhundert wurde die Gegend um Templin und Lychen von den Retschanen (lateinisch Riaciani) bewohnt. Das Volk gehörte zu den Wilzen, die dem westslawischen Bund der Lutizen angehörten. In Folge des Wendenkreuzzuges 1147 fiel das Gebiet unter die Herrschaft des Askaniers Albrecht des Bären. Für Templin konnte bisher keine slawische Vorgängersiedlung nachgewiesen werden.
Die askanischem Markgrafen Johann I. und Otto III. erwarben um 1230 von den Pommernherzögen Wartislaus III. und Barnim I. das Gebiet Barnim. Den Askaniern war der Kauf dieses Platzes sehr wichtig, denn von hier aus konnten sie die hier kreuzenden Handelsstraßen überwachen. Zum einen führte die Handelsstraße von Magdeburg nach Stettin, zum anderen die in Richtung Hamburg durch das Gebiet. Der Standort für die Gründung Templins liegt auf etwas erhöhtem Gelände, das von tiefer liegenden, zum Teil sumpfigen und morastigen Landschaften umgeben ist. Das erleichterte die Verteidigung der Siedlung. Die ersten Siedler kamen aus dem Gegend des Harzes und der Altmark. Fischreiche Seen, wildreiche Wälder und grüne Wiesen boten eine sichere Erwerbsgrundlage. Der Handelsverkehr förderte eine rasche Entfaltung des Handwerks.
Die Stadt erschien im Jahr 1270 erstmals urkundlich als „Templyn“ erwähnt. Die Urkunde vom 2. Oktober 1270 besiegelte den Länderaustausch zwischen den askanischen Markgrafen und dem Bischof Heinrich von Brandenburg. Gleichzeitig erhielt der Bischof die Zusicherung einer jährlichen Zahlung von drei Mark Silber auf die Seen und das Wasser innerhalb der Grenzen Templins. Die älteste erhaltene und in Templin ausgestellte Urkunde stammt aus dem Jahr 1287 und weist auf einen Besuch des Markgrafen Otto IV. hin. In der Folge weilten des Öfteren Markgrafen und Herzöge zu wichtigen Verhandlungen in Templin, wie Urkunden belegen. Zwischen den Jahren 1300 und 1400 wurden die Palisaden durch eine steinerne Stadtbefestigung ersetzt, die Mauer war nach ihrer Fertigstellung 1.735 Meter lang, hatte Fundamente bis zu einer Breite von zwei Metern und verjüngte sich bis zur Höhe von sieben Metern auf eine Breite von einem Meter. Alle zwanzig bis dreißig Meter wurden halbrunde, nach außen vorspringende Wiekhäuser in die Feldsteinmauer eingebaut.
Eine Urkunde vom 30. August 1314 nennt Templin zum ersten Mal Stadt (Oppidum Templin – lateinisch oppidum ‚Stadt, Kleinstadt‘). Das Dokument belegt die Schenkung einer jährlichen Fischrente aus den Templiner Gewässern an den Vorsteher der Petri-Kapelle auf der Burg Brandenburg, Bischof Friedrich.
Am 25. November 1317 wurde der Friede von Templin nach dem Markgrafenkrieg zwischen einer Koalition norddeutscher Fürsten und der Markgrafschaft Brandenburg geschlossen. Mit dem Tode 1319 des brandenburgischen Markgrafen Waldemar starb die brandenburgische Linie der Askanier aus. Es kam zu jahrzehntelangen Auseinandersetzungen und ständigen Besitzerwechseln.
Eine Urkunde von 1320 nennt erstmals einen Pfarrer als „meister Conrad“ von Templin. – Die Templiner Ratsherren verstanden es immer wieder, sich neben den üblichen Rechten einer mittelalterlichen Stadt, wie dem Marktrecht, dem Befestigungsrecht und einer Gerichtsbarkeit, zusätzliche Rechte vom jeweiligen Landesherren zusichern zu lassen. Beispielsweise bestätigten im August 1320 die Pommernherzöge Otto I. und Wartislaw IV. weitere Rechte, am 1. Oktober 1320 sicherte der neue Landesherr Herzog Heinrich II. von Mecklenburg wiederum weitere Rechte zu.
Im Jahr 1379 erlaubte Kurfürst Sigismund, dass Templin dem Bündnis pommerscher Städte mit Stralsund, Stettin, Pasewalk, Prenzlau und Strasburg beitrat, um dem verbreiteten Bandenwesen entgegenzuwirken. Im Frieden von Prenzlau 1479 kam Templin endgültig zu Brandenburg. Erstmals in der Stadtgeschichte Templins ist 1492 ein Stadtbrand nachweisbar: die Stadt brannte fast vollständig nieder. 1504 wurde Templin Sitz einer Propstei; auch nach der Reformation 1539 bis heute ist es Sitz eines Kirchenkreises, zur Superintendentur gehören heute 24 Kirchspiele.

### 15. bis 19. Jahrhundert
Teile des heutigen Stadtgebietes waren im Mittelalter Besitz des Klosters Himmelpfort. Storkow gehörte seit 1335 zum Kloster. Krams war seit 1441 teilweise und seit 1443 vollständig im Besitz des Klosters und fiel später wüst.

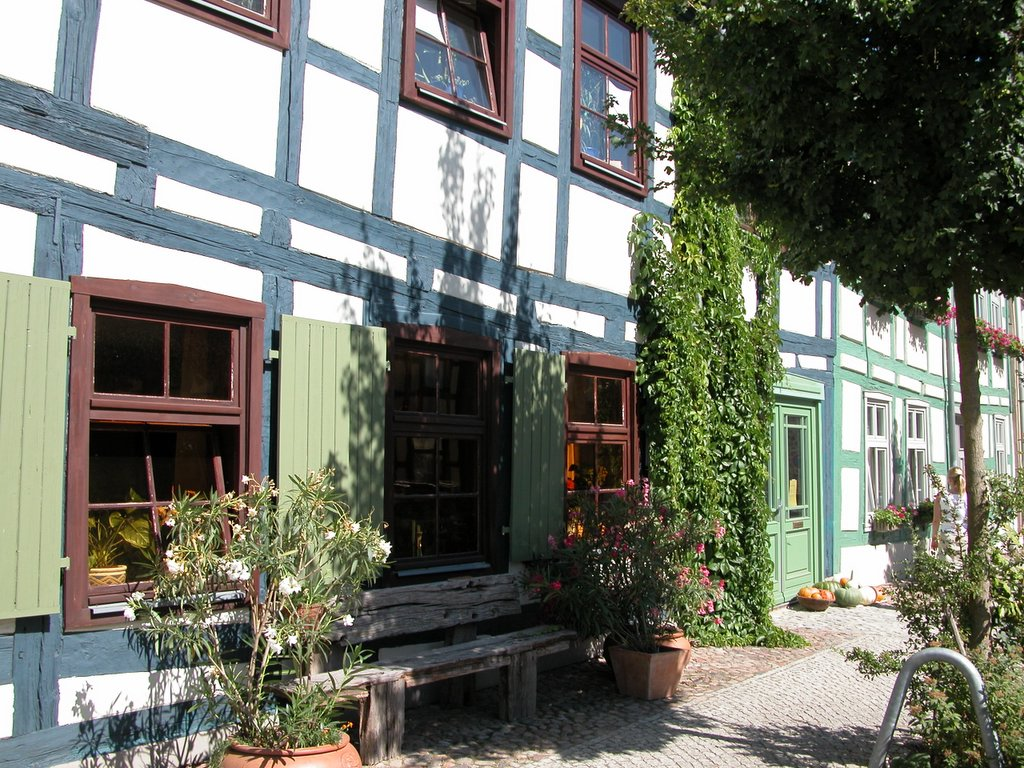
Fachwerkhaus in der Rühlstraße

1530 und 1564 kam es erneut zu großen Stadtbränden unter anderem wurden Kirche und Schule zerstört. Nach einem Dammbruch am Dolgensee ergoss sich am 5. Februar 1574 eine zwei Meter hohe Flutwelle in Richtung Stadt und löste eine Hochwasserkatastrophe aus. In den Monaten zuvor hatten sich Schneewasserschmelzen angesammelt und brachten einen natürlichen Damm zum Einbruch. Die Flutwelle schwappte durch den Gleuensee in den Fährsee und riss ganze Uferstrecken mit Wiesen und Wald mit sich. Ein Teil der Flut gelangte bis an den Stadtrand. Außerhalb der Stadtmauer gelegene Gebäude, Gärten, Wiesen und Felder wurden überschwemmt.
1595 und 1600 trat der Dolgensee erneut über seine Ufer.
Am 30. Mai 1618 legte ein großer Stadtbrand in nur zwei Stunden weite Teile der Stadt in Schutt und Asche. Fünf Menschen, 309 Häuser, Kirche, Rathaus und Schule sowie unzählige historische Urkunden wurden Opfer der Flammen. Privilegien konnten somit nicht mehr nachgewiesen werden. In Folge der Brandkatastrophe verließen 64 Familien die Stadt. Im Jahr 1622 erteilte der Brandenburgische Kurfürst das Privileg für einen Pferdemarkt.
47 Familien fielen 1626 einer Pestepidemie zum Opfer.
1627 erreichte der Dreißigjährige Krieg (1618–1648) direkt die Stadt, als dänische Truppen die Stadt belagerten und erpressten, die nach dem Brand von 1618 erst zu zwei Dritteln wieder errichtet war. Nach der Landung der Schweden auf Usedom 1630 lag Templin im Durchzugsgebiet der Truppen, galt als Feindesland und wurde immer wieder geplündert. 1637 war das schlimmste Jahr des Dreißigjährigen Krieges für die Stadt und die gesamte Uckermark. Im Gefolge des Krieges hatte es 1626 und 1638 Pestepidemien in der Stadt gegeben. 1638 lebten noch 47 Familien in Templin; 1643 waren es noch 30; vor dem Krieg waren es 413 gewesen. 1641 zogen die Schweden aus Templin ab und nahmen alle Nahrungsmittel mit. Auch die umliegenden Dörfer lagen zerstört.
Ab 1715 bis 1815 gab es ständige oder zeitweise Garnisonen in Templin. Es gab jedoch keine Kaserne; die Soldaten wurden bei Bürgern einquartiert. Der größte und letzte Stadtbrand in der Stadtgeschichte brach 1735 aus. In weniger als vier Stunden lag die Stadt in Trümmern. Nur die St.-Georgen-Kapelle, die Stadtmauer, drei Stadttore und einige wenige Häuser überstanden diese Katastrophe. Der Stadtfriedhof auf dem Kirchplatz wurde danach geschlossen. In der Folge wurde 1738 eine erste Feuerlöschordnung erlassen: Jeder Bürger der Stadt musste eine hölzerne Feuerspritze sowie einen ledernen Feuereimer in gebrauchsfertigem Zustand im Hause haben, was regelmäßig kontrolliert wurde. Nach dem Brand wurde die Stadt planmäßig wieder aufgebaut. Dies erfolgte unter maßgeblicher Hilfe des brandenburgischen Landesherrn Friedrich Wilhelm I., der Geld, Holz und Getreide spendierte. Vorrangig wurde der Aufbau der Mühlen und der Neuaufbau der Wohnhäuser betrieben. Die Straßen wurden verbreitert und begradigt, was zu einer schachbrettartigen Bebauung mit zweigeschossigen Fachwerkhäusern führte. 1749 wurde die Maria-Magdalenen-Kirche wiedereröffnet, 1751 das Rathaus. Beim Wiederaufbau wurden einige Gebäude verändert. Zwei Wiekhäuser wurden zu Rundtürmen ausgebaut: der Pulverturm, in dem das Schießpulver lagerte, und der Eulenturm, der als Schuldgefängnis genutzt wurde. Das Rathaus wurde im Stil des Barock wiedererbaut.
Die Freigabe des zweiten Finowkanals am 16. Juni 1746 führte dazu, dass sich die Handelsströme an Templin vorbei auf dem Wasserwege verlegten. Templin büßte wertvolle Zoll- und Steuereinnahmen ein. Der 1745 angelegte Templiner Kanal verband Stadt- und Fährsee mit dem Röddelinsee. Damit wurde der Schiffsverkehr bis hin zur Havel möglich. Über diesen Wasserweg erfolgten vor allem Holz- und Getreidetransporte nach Hamburg und Berlin.
Während des Siebenjährigen Krieges (1756–1763) wurden von Oktober 1757 bis September 1759 schwedische und 1760 russische Truppen in Templin stationiert. Durch Plünderungen entstand der Stadt ein Gesamtschaden von über 17.560 Talern. Zudem mussten für die eigene, preußische Armee 7.887 Taler aufgebracht werden. Auch die Napoleonischen Kriege (1792–1815) betrafen Templin. Nach der Niederlage der Preußen bei Jena und Auerstedt bewegten sich französische Truppen im Rahmen der Besetzung Brandenburgs auch durch Templin. Von 27. Oktober 1806 bis ins Jahr 1808 waren französische Truppen in der Stadt stationiert. Sie hinterließen geplünderte und beschädigte Gebäude.
1809 wechselte Templin entsprechend der Verfügung des preußischen Königs Friedrich Willhelm III. aus dem Vorjahr in die Selbstverwaltung. Im selben Jahr wurden die Straßenzüge innerhalb der Stadtmauern in vier Bezirke unterteilt: Königs-, Prenzlauer-, Berliner- und Mühlen-Bezirk. Beginnend 1816 wurde mit Wirkung zum 1. April 1817 gemäß der Verordnung wegen verbesserter Einrichtung der Provinzial-Behörden aus Teilen der Uckermark, des Ruppin’schen und des Glien-Löwenberg’schen Territoriums der Kreis Templin gebildet. Templin wurde zugleich Kreisstadt.
In Templin gründete sich 1821 der „Verein der Grundbesitzer Templinischen Kreises zur Gründung einer Sparkasse für den Templiner Kreis“. Diese wurde am 1. April 1822 im „Landhaus“ eröffnet. 1841 wurde in einem Eckhaus der heutigen Schinkelstraße ein Krankenhaus eröffnet, damit Hilfsbedürftige und Kranke aus dem Kreis Templin fachgerecht versorgt würden. Am 1. April 1848 erschien die erste gedruckte Zeitung, das Templiner Kreisblatt – ein gemeinnütziges Unterhaltungsblatt für Stadt und Land. Sie wurde zunächst einmal wöchentlich, immer samstags herausgegeben.
Mitte des 19. Jahrhunderts wurden in Preußen neue Hauptverkehrsstraßen angelegt und alte ausgebaut. Templin wurde dabei nicht berücksichtigt, was sich für die Stadt nachteilig auswirkte. Es gab keine direkte Anbindung an die Verkehrsknotenpunkte Berlin und Stettin mehr. Mehrere Versuche, in Templin Industrie anzusiedeln, schlugen fehl. Seidenraupenzucht, Seidenindustrie, Maulbeerbaumplantagen, Mützen- und Strumpfmanufaktur und eine Salzfaktorei brachten nicht den erhofften Erfolg. Erst Ende des 19. Jahrhunderts kam die Industrialisierung in Templin voran, nachdem am 1. Mai 1888 die Bahnstrecke Löwenberg–Templin eröffnet wurde. Ab dem 24. März 1898 wurde sie nach Prenzlau weitergeführt, ab dem 15. Dezember 1898 kam die Anbindung nach Britz und ab dem 16. August 1899 die Anbindung nach Fürstenberg. Templin lag nun an der Bahnstrecke Britz–Fürstenberg. Der Hauptbahnhof an der Straße vor dem Berliner Tor war schon 1887 eröffnet worden. Ab dem 1. Mai 1900 gab es außerdem den Bahnhof Templin Vorstadt. Die Freiwillige Feuerwehr wurde am 26. Juni 1883 gegründet. 1896 wurde ein privatwirtschaftliches Elektrizitätswerk erbaut und mit der Einrichtung einer elektrischen Straßenbeleuchtung begonnen. Diese löste die Gasbeleuchtung ab, die es seit 1845 gab. 1898 wurde ein Wasserturm gebaut.

### Ab dem 20. Jahrhundert bis zur deutschen Wiedervereinigung
Am 1. Oktober 1901 wurde die Stadt an das öffentliche Fernsprechnetz angeschlossen; zunächst gab es 14 Anschlüsse in Templin. Das seit 1896 bestehende Elektrizitätswerk ging in städtisches Eigentum über. Das System der elektrischen Straßenbeleuchtung wurde innerhalb und außerhalb der Stadtmauern ausgebaut.
Die bessere Verkehrsanbindung förderte nicht nur die Wirtschaft, sondern legte auch den Grundstein für den Fremdenverkehr. Über die direkte Verbindung nach Berlin kamen viele Tagesausflügler nach Templin. am 17. Mai 1908 wurde mit den sechs Häusern des Posterholungsheimes am Lübbesee das erste Genesungsheim in Templin eingeweiht.
1905 bekam mit dem Neubau des Kreishauses an der Arnimstraße (heute Prenzlauer Allee) die Verwaltung des Kreises Templin einen ständigen Sitz in der Stadt. In den Folgejahren gab es mehrere Schulneubauten: 1906 die Forstschule (heute Waldschule), 1910 die Bürgerschule am Eichwerder (heute Städtische Realschule) und 1911 die Städtische Gymnasial- und Mädchenschule durch die Umwandlung der Privatschule an der Kirsteinstraße (heute Kantstraße). 1912 zog das Joachimsthalsche Gymnasium von Berlin nach Templin. Ein Jahr später eröffneten die Preußischen Staatsbahnen eine weitere Bahnstrecke nach Fürstenwerder.
Der Erste Weltkrieg (1914–1919) schränkte den Personenverkehr und die Wirtschaft ein. 177 Templiner starben auf den Schlachtfeldern. Der letzte der 71 Kriegsgefangenen kam Ende 1919 wieder nach Hause. Nach Ende des Weltkrieges kam es durch deutsche Gebietsverluste im Osten zu einem starken Zuzug von Emigranten und einer großen Wohnungsnot. Außerhalb der Stadtmauer wurden darum mehrere Siedlungsgebiete erbaut: ab 1921 entstand gegenüber dem Hauptbahnhof die „Hindenburg Siedlung“, ab 1927 vom Dargersdorfer Weg zum Posterholungsheim das „Kuckucksheim“ und ab 1930 hinter der Heimstraße das „Elsternest“.
Eine Bürgerinitiative begann 1922 auf einer Schuttfläche an der Arnimstraße (heute Prenzlauer Allee) einen Sportplatz einzurichten, der am 10. Juni 1923 durch Bürgermeister Georg Riebeling (1878–1938) feierlich eingeweiht wurde. Mitte 1928 begann der Neubau eines Krankenhauses vor dem Prenzlauer Tor, in der Nähe des Vorstadtbahnhofes. Am 1. April 1930 wurde das Haus mit 102 Betten in Betrieb genommen.
Um eine bessere Verbindung zum Westufer des Templiner Sees herzustellen, wurde 1937 eine Brücke über den Templiner Kanal errichtet. Das Spandauer Pionierbataillon 23 baute von April bis Mai 1937 eine 108 m lange und sechs Meter breite Holzbrücke in der Nähe der Bürgerschule am Eichwerder. Am 9. Mai 1937 wurde sie vom Bürgermeister eingeweiht. Im selben Jahr kaufte die Sparkasse das Eckhaus Berliner Straße/Schulzenstraße. 1940/1941 wurde das Fachwerkhaus um- und ausgebaut und konnte zum 120-jährigen Bestehen der Sparkasse eröffnet werden.
Im Jahre 1928 war die Synagoge an der Berliner Straße 9 von der kleiner gewordenen jüdischen Gemeinde an die Siebenten-Tags-Adventisten vermietet worden. Ungeachtet dessen wurde sie von SA-Männern in der Pogromnacht 1938 in Brand gesteckt. Eine am Vorderhaus 1988 angebrachte Gedenktafel ist nicht mehr vorhanden. Gleichfalls zerstört wurde 1938 der Jüdische Friedhof Templin an der Bahnhofstraße vor dem Berliner Tor.
Im Zweiten Weltkrieg erfolgte am 6. März 1944 ein anglo-amerikanischer Bombenangriff. Der größte Teil der Bomben fiel in den Templiner See. Trotzdem starben 300 Menschen. Durch Brände wurden 60 % der Innenstadt zerstört, darunter mehrere aus Fachwerkhäusern bestehende Baublöcke und Straßenzüge nordwestlich des Marktes und das Krankenhaus. Das Rathaus war zu einem Drittel zerstört. Das Krankenhaus und weitere öffentliche Gebäude wurden beschädigt. Um die Opfer bestatten zu können, legte man einen weiteren Friedhof, den Waldfriedhof an. In den letzten Kriegstagen kam der Krieg nach Templin. Deutsche Truppenverbände lösten sich auf. Ununterbrochen zogen Flüchtlinge durch die Stadt. Am 27. April 1945 flüchtete ein Großteil der Bevölkerung in die umliegenden Wälder. Am 28. und 29. April besetzte die Rote Armee Templin. Bei Kämpfen wurden 234 Gebäude in der Innenstadt unbewohnbar gemacht und alle Brücken zerstört. Insgesamt waren 66 % der Innenstadt vernichtet.

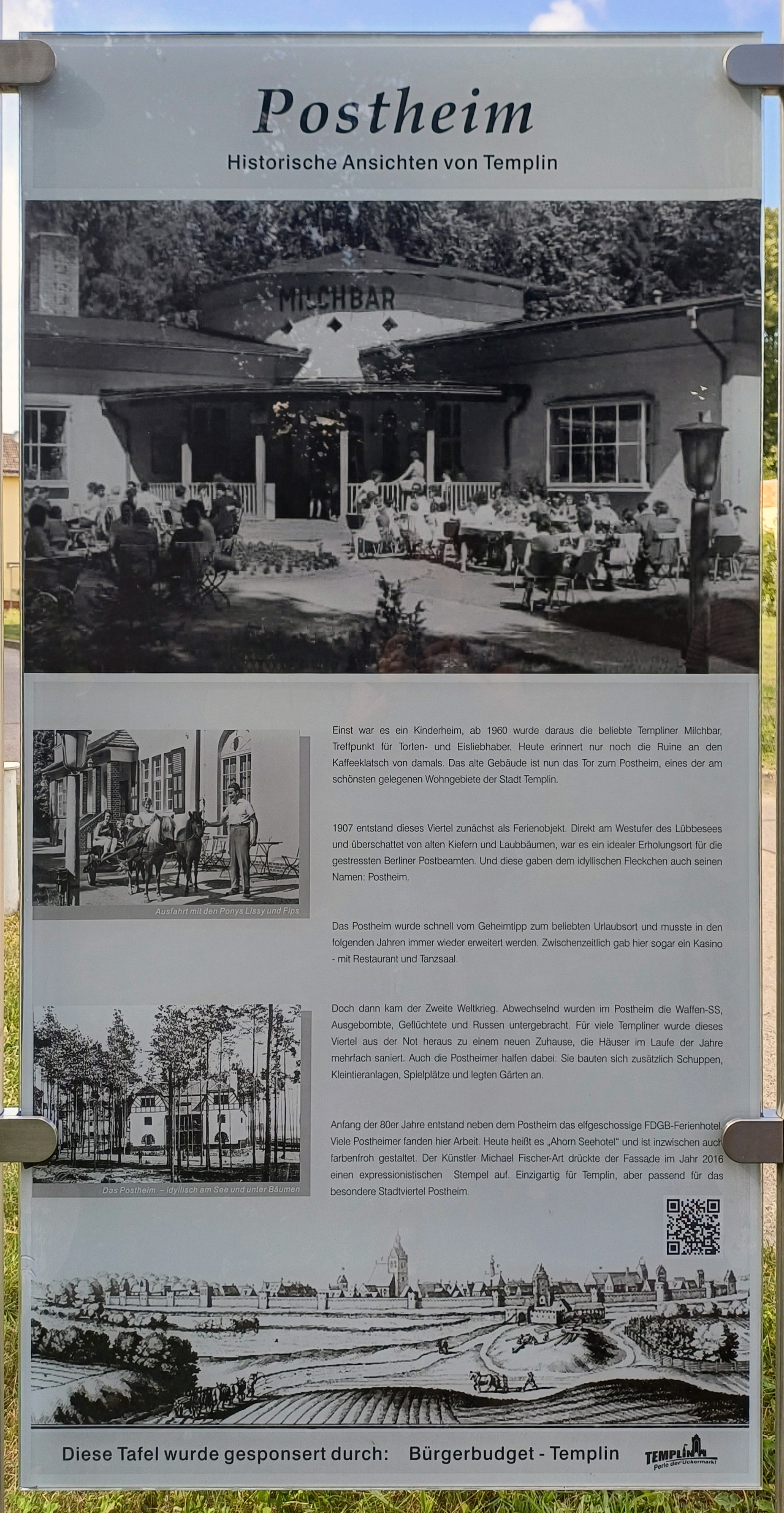
Postheim in Templin

Nach Kriegsende waren die wenigen erhaltenen Wohnungen überbelegt. Durch die Aufnahme von Flüchtlingen und Vertriebenen aus den Gebieten jenseits von Oder und Neiße stieg zudem die Einwohnerzahl sprunghaft von 8.000 im Jahr 1944 auf 11.500 im Jahr 1945. Im Juli 1945 wurde in der Arnimstraße (heute Prenzlauer Allee) der erste Kindergarten Templins eröffnet. Im Oktober 1945 wurde der Schulbetrieb wieder aufgenommen. Zunächst wurden zwei Konfirmandensäle und ein Raum im Postgebäude für die 22 Klassen genutzt. Ab Herbst 1946 konnten die Räume der Forstschule wieder verwendet werden. Am 1. Juni 1951 konnte das 194 ausgebrannte Gebäude der Bürgerschule wieder für den Unterricht genutzt werden. Es erhielt den Namen Goetheschule. Die Bahnstrecke nach Fürstenwerder wurde zurückgebaut und als Reparationsleistung an die Sowjetunion geliefert. In der Nachkriegszeit änderte sich der Kleinstadtcharakter Templins kaum. Land- und Forstwirtschaft blieben die Hauptproduktionszweige, auf deren Grundlage kleinere Verarbeitungsbetriebe entstanden.
Mit der Verwaltungsreform von 1952 wurde der Kreis Templin neu gegliedert. Der Kreis wurde verkleinert und dem Bezirk Neubrandenburg zugeschlagen. Templin blieb jedoch Kreisstadt und Sitz der Kreisverwaltung. Im März 1952 war das Krankenhaus wieder hergerichtet. Der zuvor genutzte Behelfsbau wurde zur Poliklinik. Im Postheim wurde 1952 das FDGB-Ferienheim „Aufbau“ als Erholungsheim in Betrieb genommen.
In den 1950er Jahren kam es durch Zusammenschlüsse und Verstaatlichung zur Bildung volkseigener Betriebe (VEB), Produktionsgenossenschaften des Handwerks (PGH) und landwirtschaftlicher Produktionsgenossenschaften (LPG). 1950 entstand aus dem kommunalwirtschaftlichen Unternehmen der erste volkseigene Baubetrieb Templins. 1958/1959 wurden die PGH „Vorwärts“, „Palette“, „Bauhütte“ und „Steinmetz“ gegründet. 1953 bildete sich die LPG Ludwigshof und 1958 die LPG Christianshof. Das Bekleidungswerk Zehdenick eröffnete 1958 einen Zweigbetrieb in Templin. Hier wurden vor allem Frauen beschäftigt.
Am 31. März 1957 wurde das Heimatmuseum im Prenzlauer Tor eröffnet. Die Sammlung war bereits 1953 begonnen worden. Das Gebäude war zuvor von der Feuerwehr genutzt worden, die in ein neues Feuerwehrhaus umzog. Am 19. Juni 1958 wurde ein Sommerzeltlager mit dem Namen „Klim Woroschilow“ der Zentralen Pionierorganisation auf dem Gelände eröffnet, auf dem der Jung-Spartakus-Bund 1928 schon ein Zeltlager betrieben hatte. Zwei Jahre später erfolgten die ersten massiven Bauten (wie z. B. Küche, Krankenstation u. a.) und ab 1975 die ersten festen Bungalows. In den Sommermonaten wurde es als Pionierlager und im Winter als Schulungs- und Ausbildungsstätte der Zivilverteidigung von Universitäten genutzt.
Von 1963 bis 1967 entstanden auf den geräumten Trümmergrundstücken Wohnblocks, die sich jedoch nicht in die ursprüngliche Bebauung einfügten. Es wurden Schulen, Kindergärten und Kinderkrippen eröffnet. Das Rathaus wurde in seiner ursprünglichen Form wiedererrichtet und das wiederaufgebaute Kreishaus erhielt einen Anbau. 1967 begann der Aufbau einer größeren Wohnsiedlung am Stadtrand hinter dem Vorstadtbahnhof, deren erste Wohnungen ab Oktober 1972 bezogen werden konnten. 1973 waren bereits 150 neue Wohnungen fertiggestellt. Von 1967 bis 1969 wurde ein neues Wasserwerk errichtet. 1968 entstanden ein Verwaltungszentrum für den Forstbetrieb, ein Betrieb zur Herstellung von Holzbetonplatten und eine 20 Hektar große Forstbaumschule.
1969 wurde der Zweckverband für Erholungswesen gegründet, um den Fremdenverkehr in Templin auszubauen. Am Rande des Bürgergartens entstand nahe der Schleusenbrücke ein größeres Freizeitzentrum. 1971 wurde die Speise- und Tanzgaststätte Bürgergarten (heute Hyparschale) in Betrieb genommen. 1972 begann der Bau des FDGB-Ferienheims Salvador Allende.
Im Laufe der zweiten Sozialisierungswelle von 1972 wurden fast alle Industrie- und Baubetriebe, die noch privat und halbstaatlich waren in Volkseigene Betriebe umgewandelt. In Templin betraf das unter anderem die PGH „Bauhütte“, „Palette“ und „Vorwärts“, das Sägewerk und die Kelterei. 1975 nahm das neuerbaute Werk als Hauptbetrieb des VEB Bekleidungswerke Templin (Teil des Kombinat Oberbekleidung Berlin) die Produktion auf. In der Landwirtschaft erfolgte eine Spezialisierung und kooperative Zusammenarbeit. In Templin entstanden 1973 ein Agrochemisches Zentrum (ACZ), eine Meliorationsgenossenschaft, ein Trockenwerk und 1975 eine Kooperative Abteilung Pflanzenproduktion (KAP).
In den 1980er Jahren wurde die Lückenbebauung in der Innenstadt in Anlehnung an die historischen Grundrisse fortgeführt. Zudem entstanden bis 1985 in der Lychener Straße 377 Wohnungen und ein Kindergarten mit 216 Plätzen. 1984 wurde im Ortsteil Postheim am Lübbesee das FDGB-Erholungsheim Friedrich Engels eröffnet. Es heißt seit 2010 AHORN Seehotel Templin und ist das größte Hotel Brandenburgs.
1985 erhielt die Stadt den Titel Staatlich anerkannter Erholungsort. 1989 wurde der Lehmann-Garten (Botanischer Garten von 1912 am ehemaligen Joachimsthalschen Gymnasium) wieder eröffnet.

### Seit 1990
Nach der Wende und friedlichen Revolution in der DDR und der Deutschen Wiedervereinigung brachte die Umstellung auf die Marktwirtschaft die meisten Betriebe in Templin in große Schwierigkeiten. Es kam zu drastischen Produktionsrückgängen, Betriebsschließungen und hoher Arbeitslosigkeit. Das wurde in den folgenden Jahren Schritt für Schritt durch Wieder- und Neuanfang kleinerer privater Betriebe aufgefangen.
Die Stadt er
1995 wurde die Rehabilitationsklinik Uckermark gebaut, die 2006 wegen Insolvenz geschlossen wurde. 2000 wurde die Naturtherme Templin (die Wärme des Wassers ist natürlich, die Grotte künstlich) in Betrieb genommen und am 22. Dezember 2006, nach achtmonatiger Renovierung, wiedereröffnet.

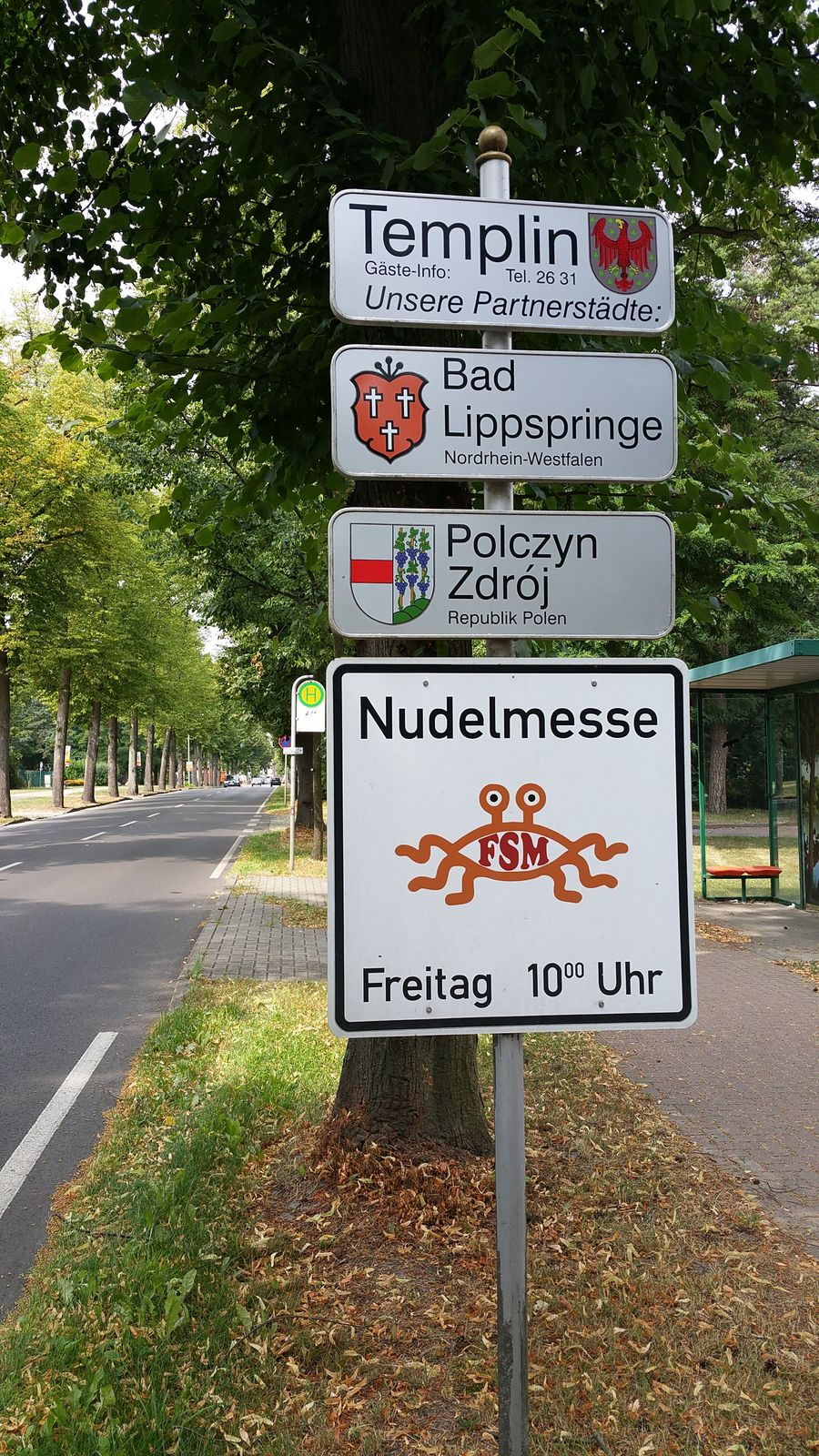
Hinweisschild auf Templiner Nudelmesse

Von Mai bis Oktober 2004 fanden in der Kantstraße im Zuge der Verlegung von Versorgungsleitungen archäologische Untersuchungen statt, die eine Vielzahl von Befunden und Funden zur Stadtgeschichte erbrachten. Entlang der Maria-Magdalenen-Kirche wurde der alte Stadtfriedhof auf einer Länge von ungefähr 90 m in einer etwa 1,5 m breiten Trasse erfasst. Der Kirchplatz hatte seit der ersten Hälfte des 13. Jahrhunderts als Stadtfriedhof gedient. Bei den Grabungsarbeiten wurden 254 Gräber erfasst, die aufgrund einiger Mehrfachbestattungen 276 Skelette enthielten. Die Gräber lagen in 3 bis 4 Lagen übereinander. Von der intensiven Nutzung des Friedhofs zeugten zahlreich aufgefundene Streuknochen und gestörte Gräber. Die Skelette wurden von der Anthropologin Bettina Jungklaus untersucht. Särge wurden bei 56 % der Bestattungen verwendet. Die übrigen Verstorbenen wurden in ein Leichentuch gehüllt zur letzten Ruhe gebettet. Bei einigen Gräbern handelte es sich um Mehrfachbestattungen mit bis zu drei Individuen. In einem Fall lagen zwei ältere Frauen mit einem in Bauchlage bestatteten 2- bis 3-jährigen Jungen in einem Grab. In vier Gräbern fanden sich jeweils eine Frau und ein kleines Kind, bei denen es sich um die Mutter mit ihrem Kind handeln könnte. Ein besonderer Fund war eine hochschwanger verstorbene Frau, die vermutlich während der Geburt starb, da sich das Kind in Steißlage befand.
Am 25. März 2006 erhielt ein ICE-Zug der Deutschen Bahn den Namen Templin.
Die „Kirche des Fliegenden Spaghettimonsters Berlin-Brandenburg“ wurde 2006 als eingetragener Verein in Templin gegründet. Später öffnete sich der Verein bundesweit und wurde zur „Kirche des Fliegenden Spaghettimonsters Deutschland e. V.“ Der Verein wurde 2012 wegen Förderung religiöser Zwecke als gemeinnützige Körperschaft anerkannt. In dem weltweit rezipierten Dokumentarfilm I, Pastafari: A Flying Spaghetti Monster Story aus dem Jahr 2019 werden die Aktivitäten dargestellt. 2021 erhielt er von der Stadt Templin die Berechtigung, an den Ortseingängen von Templin Schilder aufzustellen, die auf den Tag und die Uhrzeit der wöchentlichen Nudelmesse hinweisen.
Im Jahr 2014 wurde das ehemalige Ferienheim abgerissen.

## Verwaltungsgeschichte

### 19. Jahrhundert bis Ende des 20. Jahrhunderts
Im März 1816 wurde der Landkreis Templin aus Teilen der Uckermark, des Ruppinschen Kreises und des Glien-Löwenbergischen Kreises neu gebildet, am 1. April 1817 wurde Templin Kreisstadt. Sie lag bis 1947 in der preußischen Provinz Brandenburg, 1947–1952 im Land Brandenburg. 1952–1990 gehörte der Kreis Templin zum DDR-Bezirk Neubrandenburg, dann wieder zum Land Brandenburg. Seit der Kreisreform im Jahr 1993 gehört Templin zum Landkreis Uckermark.
Seit 1849 bestanden in Preußen Kreisgerichte. Das Kreisgericht Templin war dem Kammergericht nachgeordnet. Im Rahmen der Reichsjustizgesetze wurden diese Gerichte 1879 aufgehoben. Von 1879 bis 1952 bestand dann das Amtsgericht Templin und 1952 bis 1993 das Kreisgericht Templin.

### Eingemeindungen
Am 1. Januar 1957 wurde Ahrensdorf eingemeindet. Am 1. Oktober 1961 wurde der Ort jedoch nach Milmersdorf umgegliedert. Mit Wirkung vom 1. Juli 1993 erfolgte die endgültige Zuordnung zu Templin.
Im Rahmen der Gemeindegebietsreform in Brandenburg wurden am 26. Oktober 2003 Beutel, Densow, Gandenitz, Gollin, Groß Dölln, Grunewald, Hammelspring, Herzfelde, Klosterwalde, Petznick, Röddelin, Storkow und Vietmannsdorf eingemeindet. Das Amt Templin-Land wurde aufgelöst.

## Bevölkerungsentwicklung
| Jahr | Einwohner |
| ---- | --------- |
| 1875 | 4 026     |
| 1890 | 4 364     |
| 1910 | 5 670     |
| 1925 | 7 562     |
| 1933 | 8 098     |
| 1939 | 8 619     |

| Jahr | Einwohner |
| ---- | --------- |
| 1946 | 0 9 970   |
| 1950 | 10 579    |
| 1964 | 10 998    |
| 1971 | 11 334    |
| 1981 | 13 284    |
| 1985 | 14 124    |

| Jahr | Einwohner |
| ---- | --------- |
| 1990 | 14 461    |
| 1995 | 13 967    |
| 2000 | 14 024    |
| 2005 | 17 347    |
| 2010 | 16 455    |
| 2015 | 16 067    |

| Jahr | Einwohner |
| ---- | --------- |
| 2020 | 15 636    |
| 2021 | 15 540    |
| 2022 | 15 575    |
| 2023 | 15 578    |
| 2024 | 15 590    |

Gebietsstand des jeweiligen Jahres, Einwohnerzahl: Stand 31. Dezember (ab 1991), ab 2011 auf Basis des Zensus 2011, ab 2022 auf Basis des Zensus 2022
Der starke Bevölkerungszuwachs 2005 ist auf die Eingemeindung von 13 ehemals selbstständigen Gemeinden im Jahr 2003 zurückzuführen.

## Politik

### Stadtverordnetenversammlung
Die Stadtverordnetenversammlung von Templin besteht aus 28 Stadtverordneten und dem hauptamtlichen Bürgermeister. Die Kommunalwahl am 9. Juni 2024 führte bei einer Wahlbeteiligung von 67,9 % zu folgendem Ergebnis:
| Partei / Wählergruppe                                         | Stimmenanteil 2019 | Sitze 2019 |  | Stimmenanteil 2024 | Sitze 2024 |
| ------------------------------------------------------------- | ------------------ | ---------- |  | ------------------ | ---------- |
| AfD                                                           | 15,9 %             | 5          |  | 25,0 %             | 7          |
| CDU                                                           | 16,8 %             | 5          |  | 21,7 %             | 6          |
| SPD                                                           | 18,3 %             | 5          |  | 13,4 %             | 4          |
| Wählergruppe Uckermärker Heide                                | 12,1 %             | 3          |  | 09,9 %             | 3          |
| Bürgerbündnis Uckermark für Vernunft und Gerechtigkeit (BfVG) | –                  | –          |  | 08,6 %             | 2          |
| Die Linke                                                     | 15,7 %             | 4          |  | 08,5 %             | 2          |
| Bündnis 90/Die Grünen                                         | 10,6 %             | 3          |  | 05,2 %             | 1          |
| Wählergemeinschaft den Bürgern verpflichtet (WBv)             | 06,3 %             | 2          |  | 03,2 %             | 1          |
| FDP                                                           | 03,2 %             | 1          |  | 01,8 %             | 1          |
| Die PARTEI                                                    | –                  | –          |  | 01,8 %             | 1          |
| Einzelbewerber Peter Hinz                                     | –                  | –          |  | 00,8 %             | –          |
| Einzelbewerber Andreas Wolk                                   | 01,1 %             | –          |  | –                  | –          |
| Insgesamt                                                     | 100 %              | 28         |  | 100 %              | 28         |

### Bürgermeister

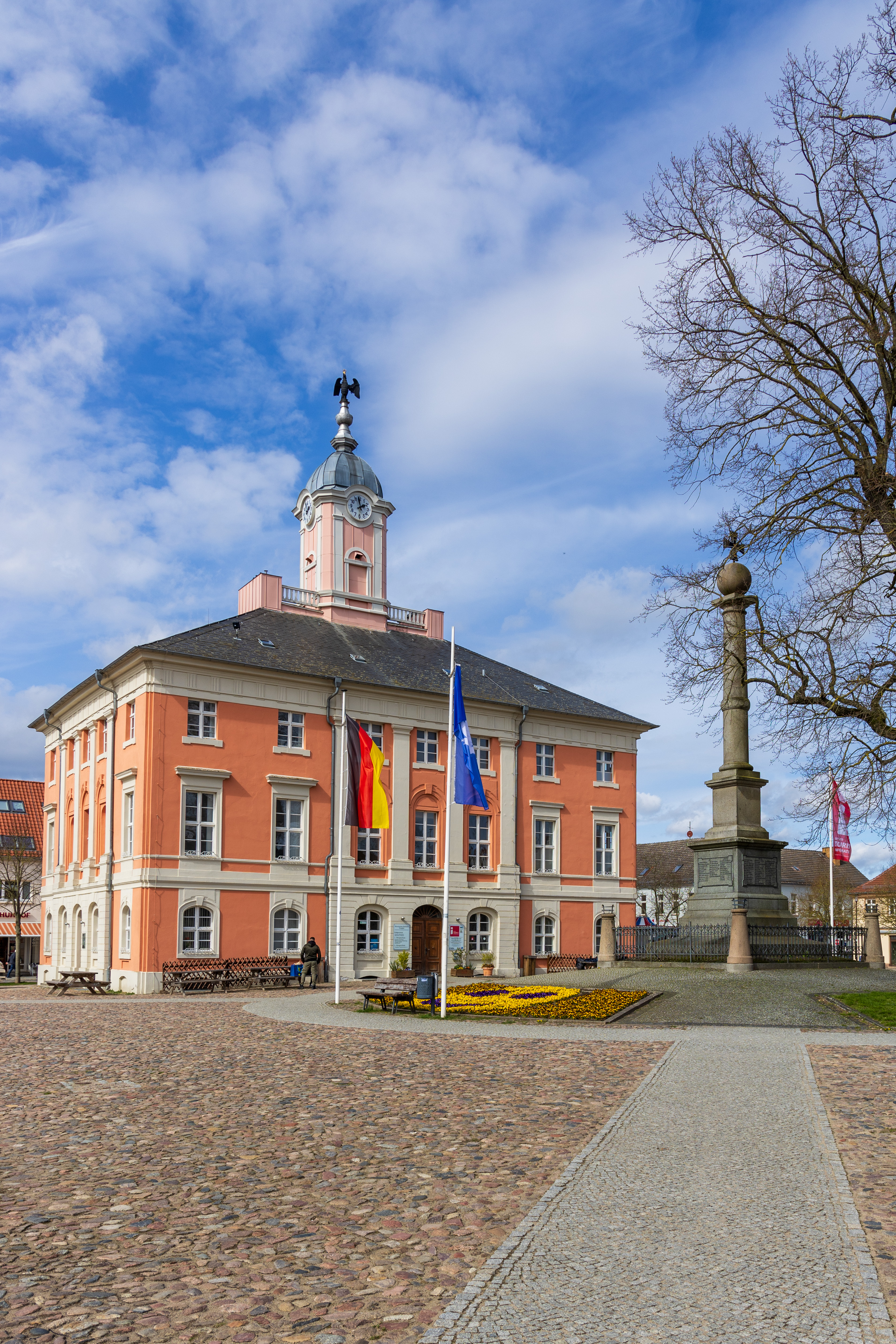
Altes Rathaus

- 1990–2010: Ulrich Schoeneich (SPD, ab 2005 parteilos)[25]
- 2010–2024: Detlef Tabbert (Die Linke, ab 2024 BSW)
- seit 2025: Christian Hartphiel (SPD)

In der Stichwahl am 14. März 2010 wurde Tabbert mit 63,4 % der gültigen Stimmen zum Bürgermeister gewählt. In der Bürgermeisterwahl am 14. Januar 2018 wurde er mit 61,1 % der gültigen Stimmen in seinem Amt bestätigt. Durch die Ernennung zum Minister für Infrastruktur und Landesplanung im Kabinett Woidke IV am 11. Dezember 2024 erlosch Tabberts Amt vorzeitig.
Hartphiel wurde in der Bürgermeisterstichwahl am 4. Mai 2025 mit 53,8 % der gültigen Stimmen zu seinem Nachfolger gewählt. Seine Amtszeit beträgt acht Jahre.

### Wappen
| Wappen von Templin | Blasonierung: „In Silber, bestreut mit 14 grünen Kleeblättern, ein goldbewehrter roter Adler.“ |
| Wappen von Templin | Wappenbegründung: Dieses Wappen mit dem brandenburgischen Adler und den Kleeblättern geht auf ein Stadtsiegel aus dem 14. Jahrhundert zurück. Aus unbekannten Gründen entfielen später die Kleeblätter, was bald zu Verwechslungen mit den Wappen anderer Städte führte. Auf Anregung des Stadtarchivs und schließlich auf Beschluss der Stadt fanden die Kleeblätter erneut Aufnahme in den Adlerschild. |

### Flagge
„Die Flagge ist Rot – Weiß (1:2) gestreift (Hissflagge: Streifen senkrecht verlaufend, Banner: Streifen waagerecht verlaufend) und mittig im roten Feld mit dem Stadtwappen belegt.“

### Dienstsiegel
Das Dienstsiegel zeigt das Wappen der Stadt mit der Umschrift STADT TEMPLIN • LANDKREIS UCKERMARK.

### Städtepartnerschaften
- 0Bad Lippspringe in Nordrhein-Westfalen seit 1990
- 0Połczyn-Zdrój (dt.: Bad Polzin) in Polen seit 1997

## Bauwerke und Kultur

### Überblick

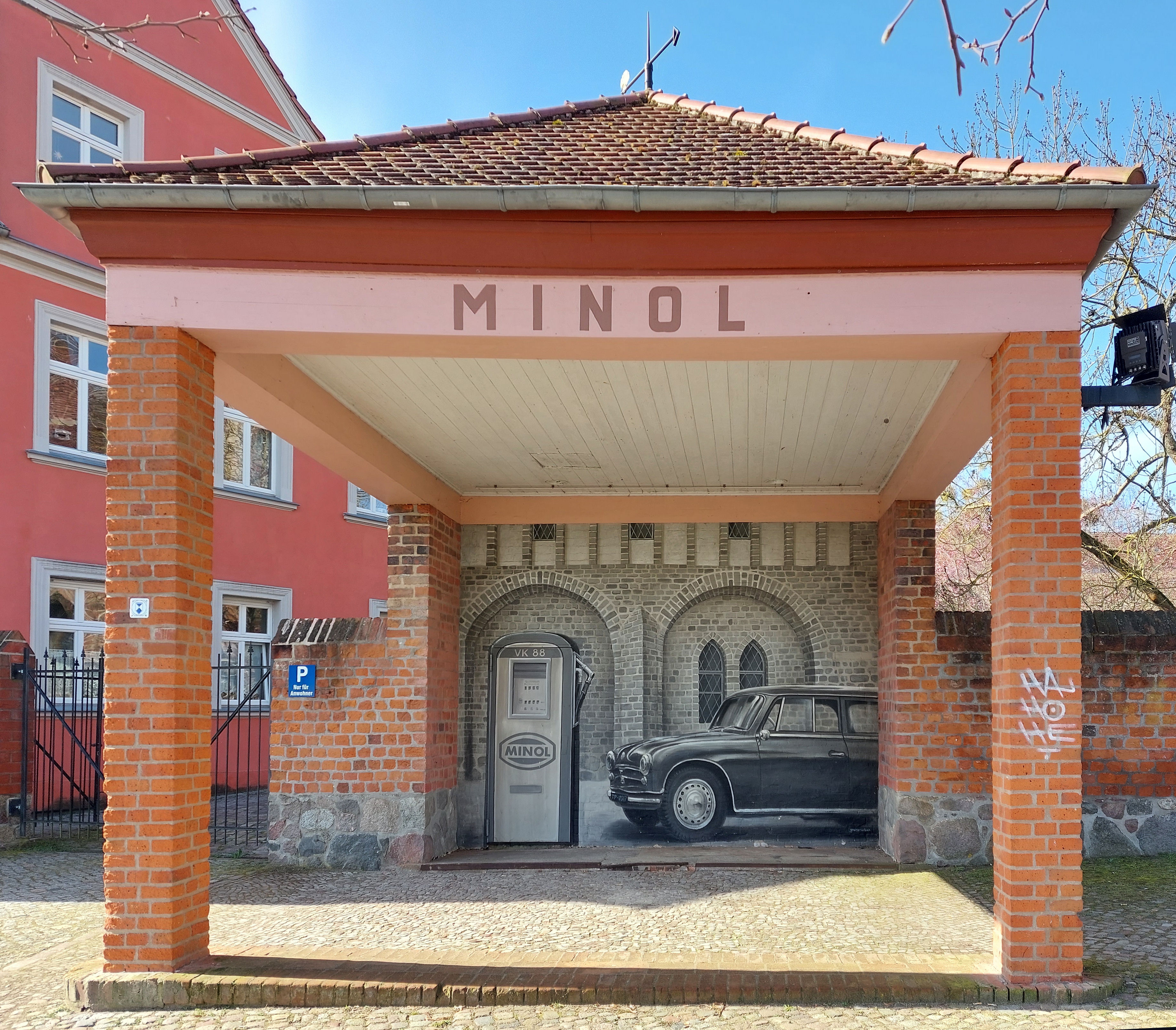
Minol Tankstelle von 1938
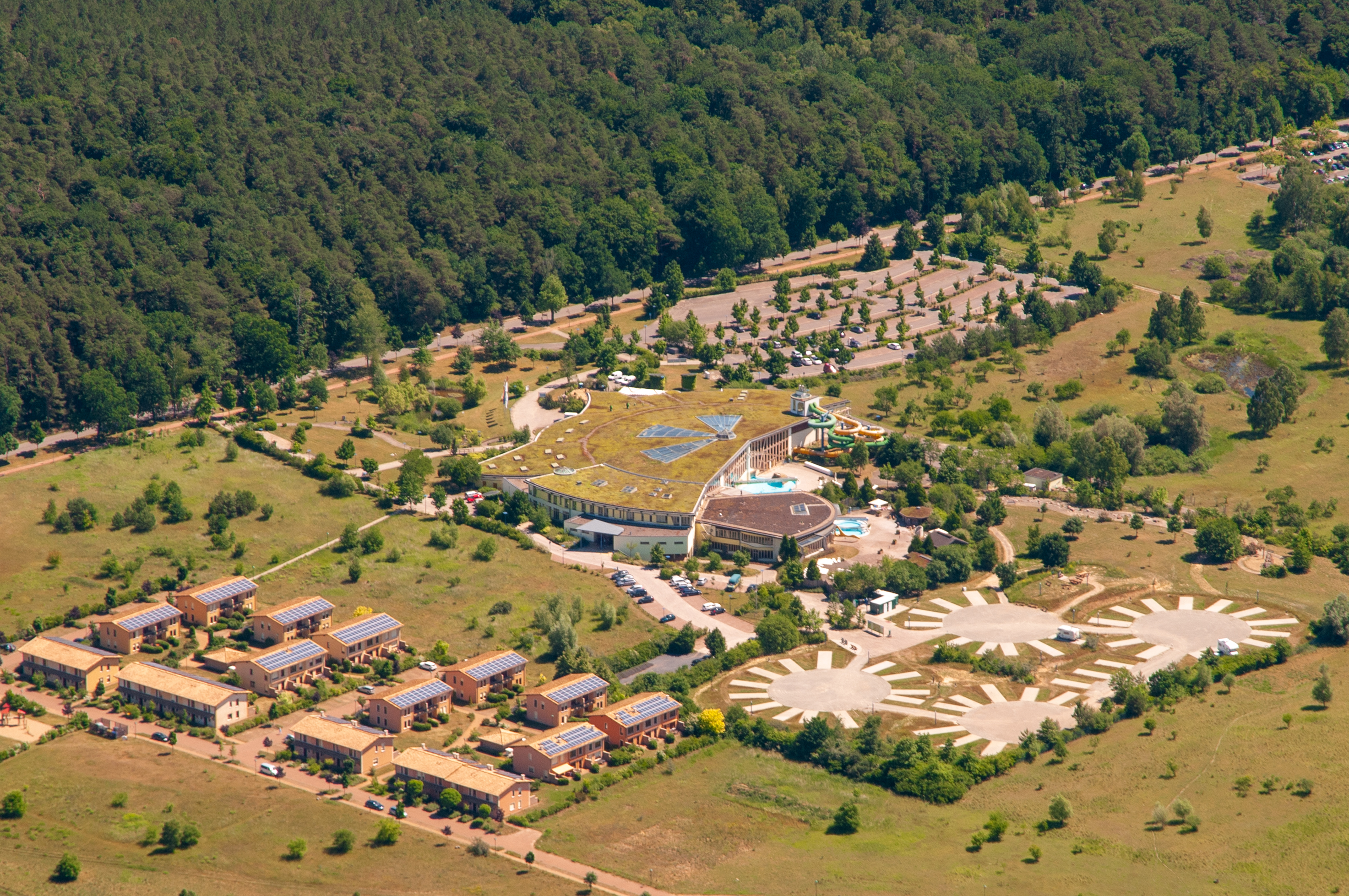
Naturtherme
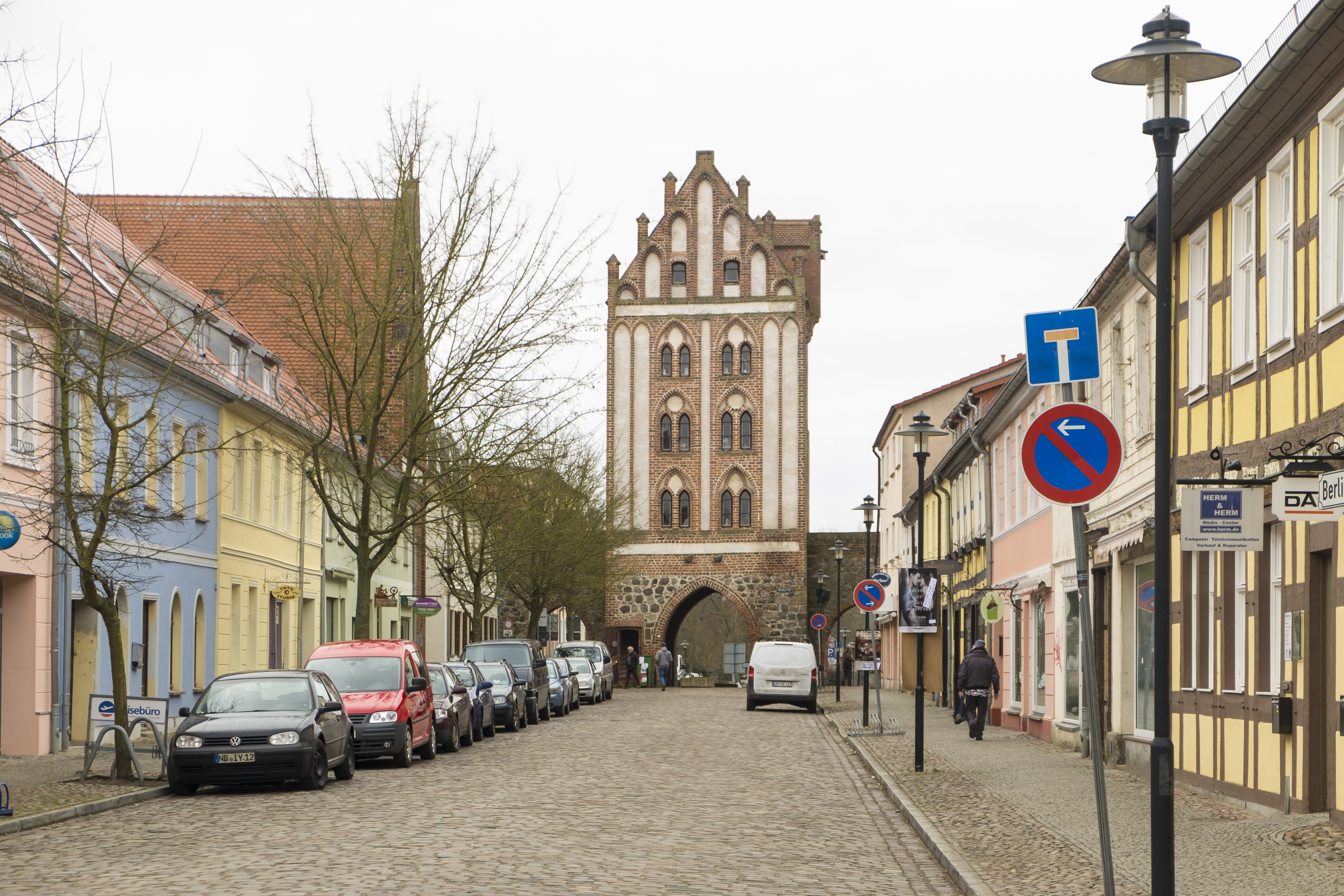
Berliner Tor mit Berliner Straße

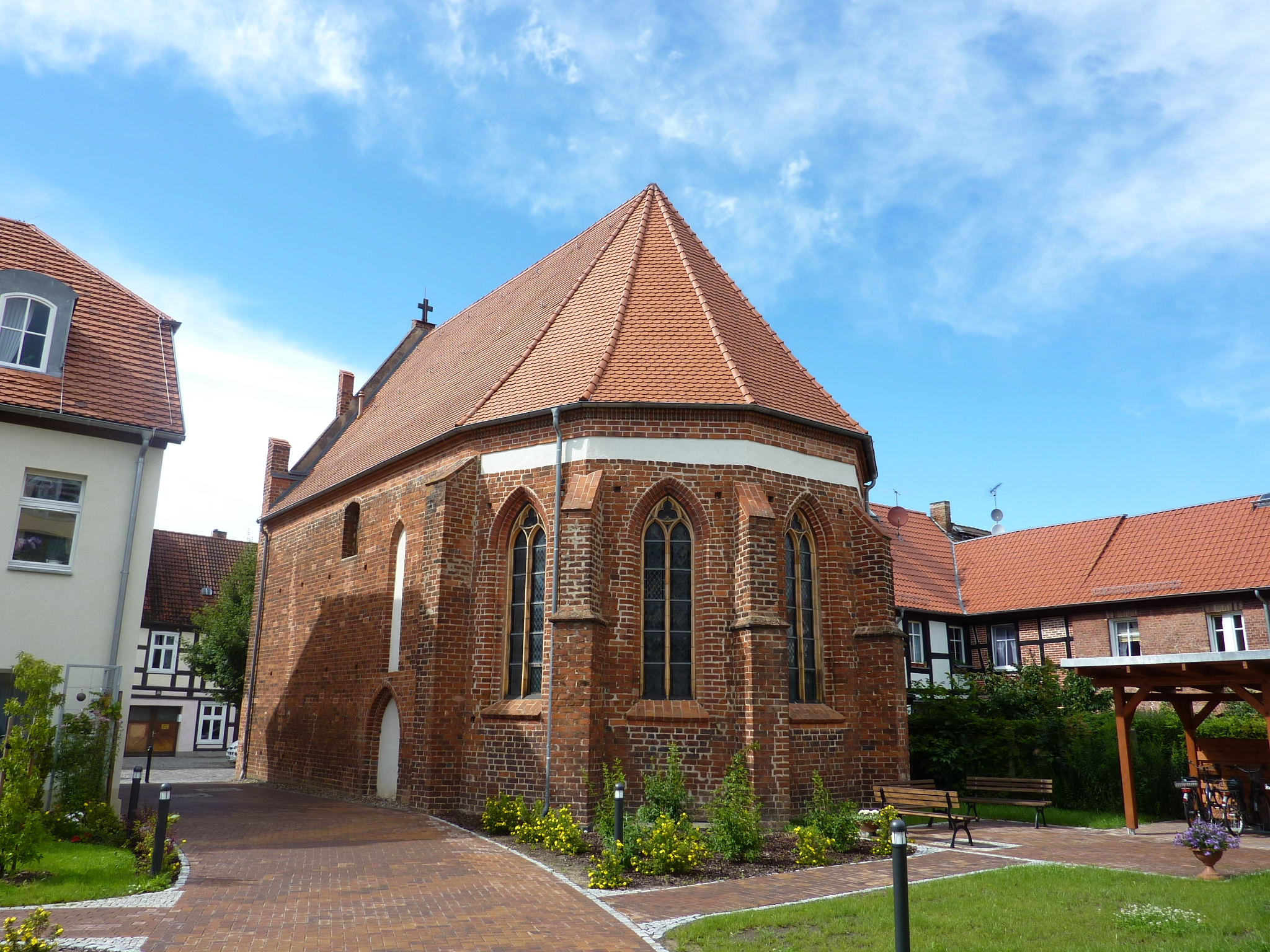
St.-Georgen-Kapelle

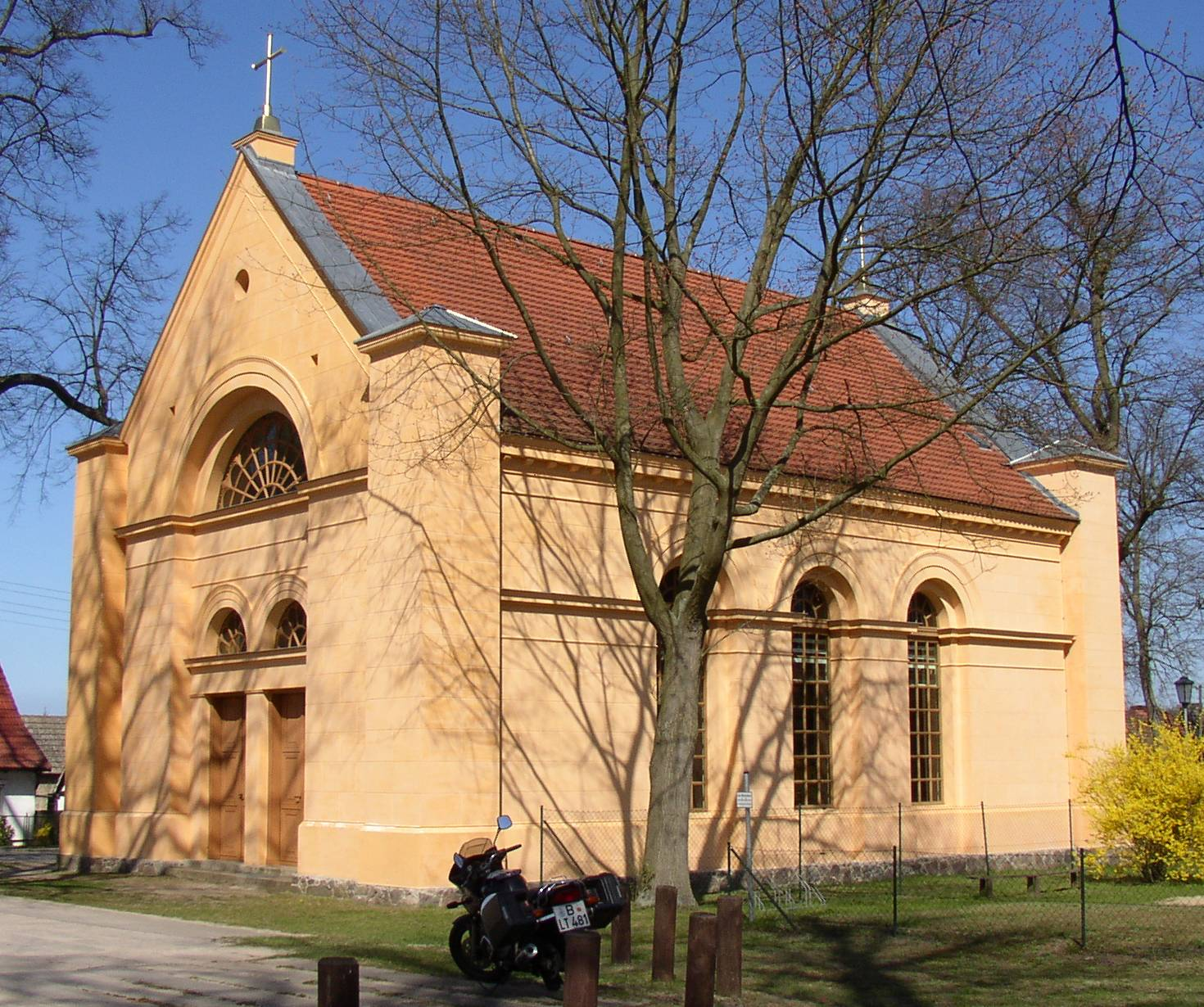
Kirche in Annenwalde

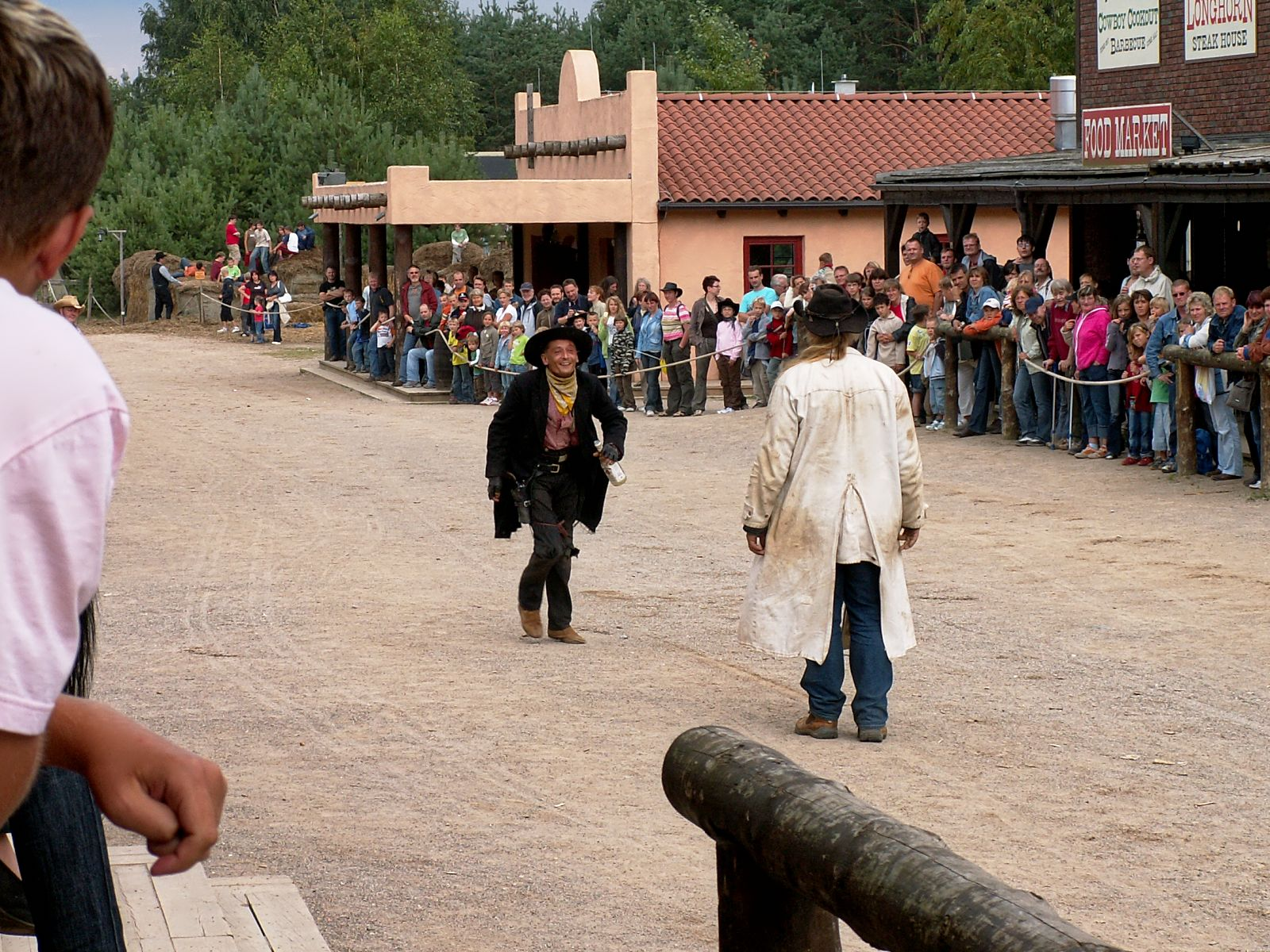
Templin El Dorado Mainstreet

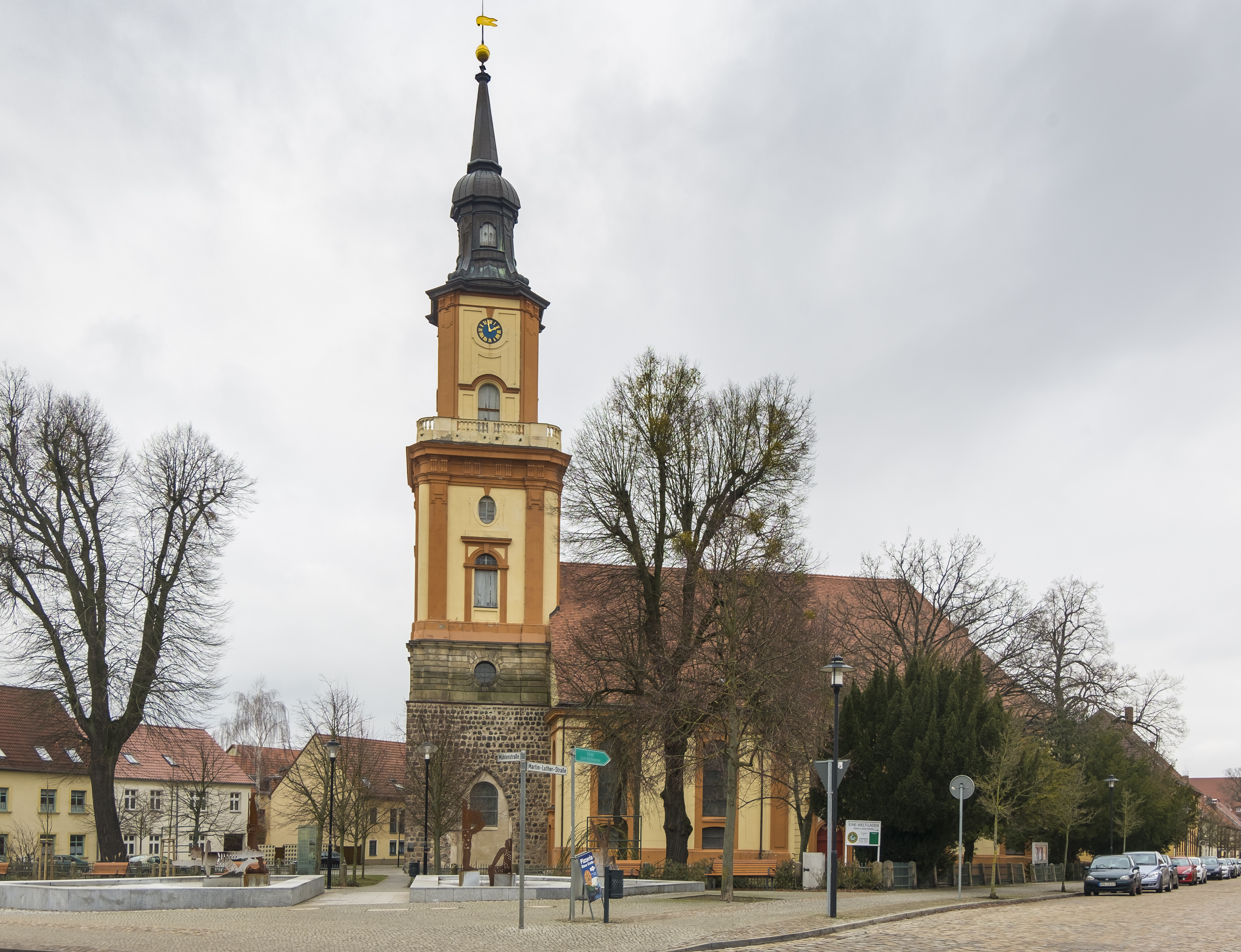
St.-Maria-Magdalenen-Kirche
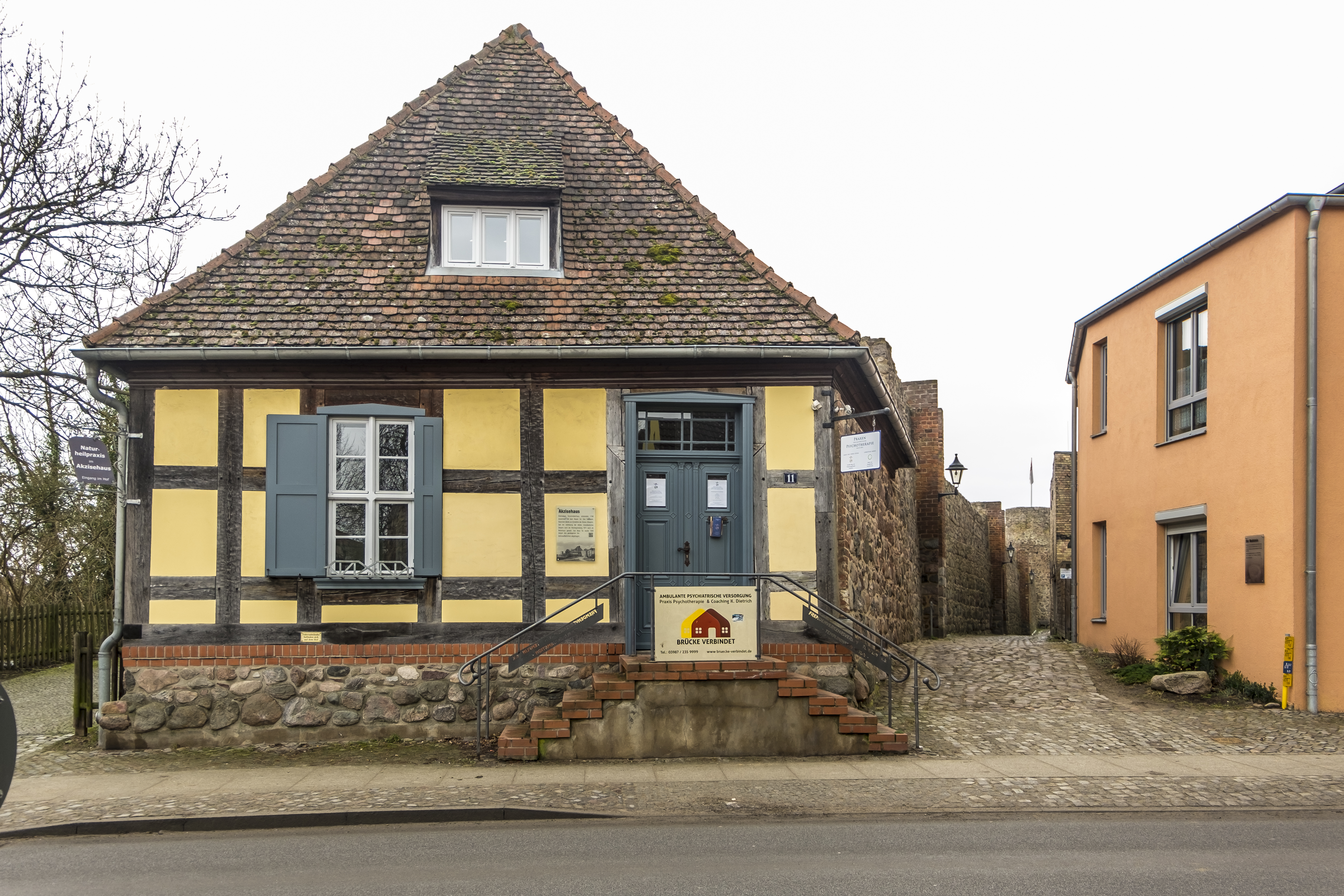
Akzisehaus
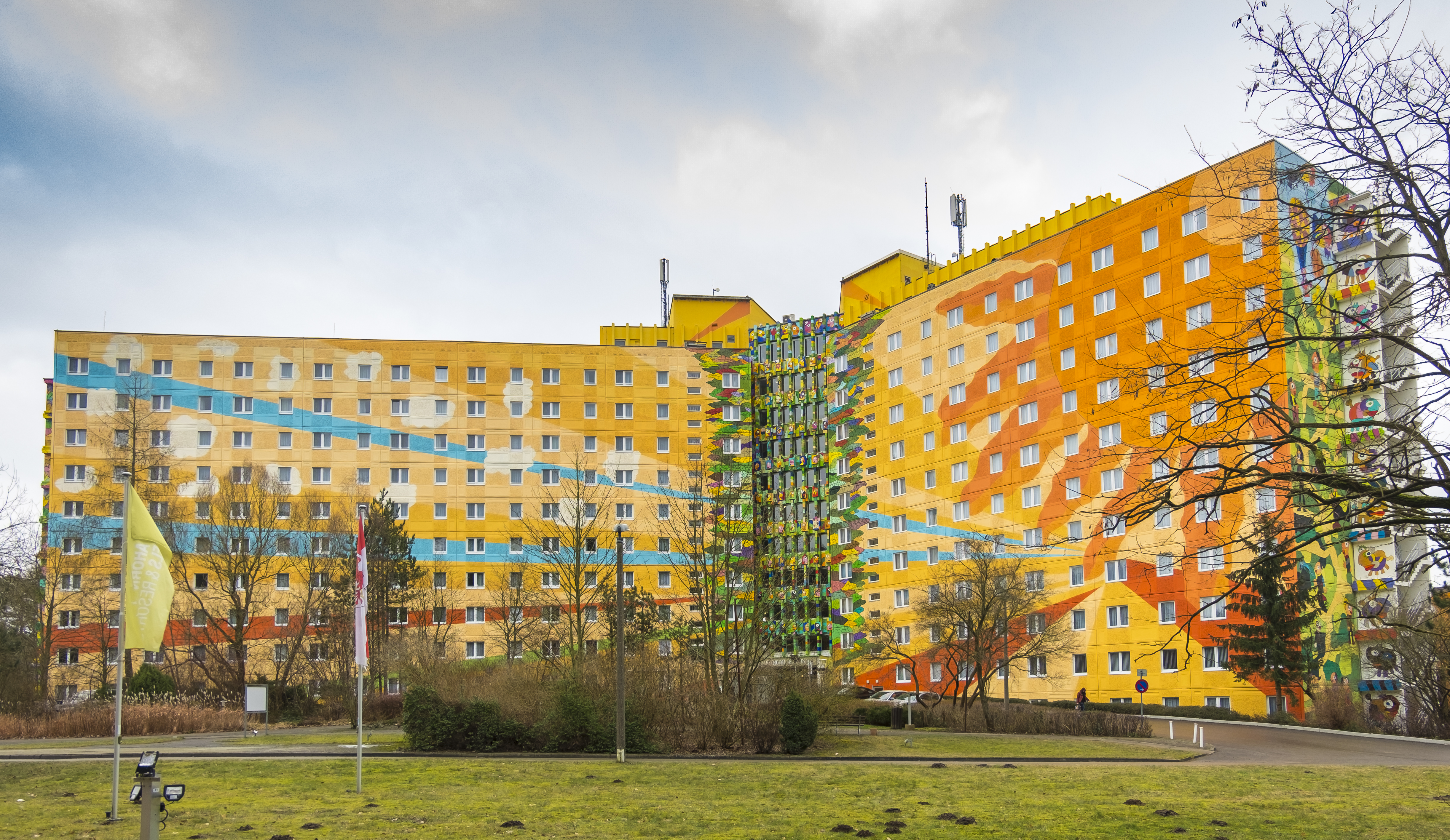
Seehotel Templin

- St.-Maria-Magdalenen-Kirche (dreischiffiger Hallenbau des Barock, 18. Jahrhundert)
- St.-Georgen-Kapelle
- Altstadt mit barockem Rathaus und Fachwerkhäusern
- Joachimsthalsches Gymnasium mit Lehmann-Garten (ab 1912 bis zu seiner endgültigen Auflösung 1953; das Gebäude am Stadtsee ist noch vorhanden)
- Fachwerkkirche Kirchlein im Grünen in Alt Placht (Templin-Densow), um 1700 als Gutskapelle erbaut, ab 1993 restauriert, u. a. gefördert durch die Deutsche Stiftung Denkmalschutz und die Deutsche Bundesstiftung Umwelt
- Dorfkirche Annenwalde (Templin-Densow), 1833 vom Bauinspektor Hermann aus Zehdenick nach dem Muster der Normalkirche Schinkels erbaut, wobei die Pläne von Karl Friedrich Schinkel revidiert wurden.
- Gedenkstein von 1946/1947 am Ende der Dorfstraße des Ortsteils Groß Väter für die Opfer des Faschismus, aus einem Relikt von Görings Landsitz Carinhall umgestaltet
- VVN-Ehrenmal von 1961 für antifaschistische Widerstandskämpfer in der Templiner Bahnhofstraße
- Gedenkstein auf dem Hügel hinter dem Kaufhaus für Bedürftige an der Bahnhofstraße zur Erinnerung an den zerstörten Jüdischen Friedhof von Templin
- Thälmann-Ehrenmal an der Prenzlauer Allee vor dem Stadtbad zum Gedenken an den im KZ Buchenwald ermordeten KPD-Vorsitzenden
- Flugplatz Templin/Groß Dölln
- Naturtherme Templin
- Gestüt Lindenhof
- El Dorado Templin
- Akzisehaus
- Alte Mühle Templin, ehemalige Wassermühle
- Der 2020 in Templin errichtete Evolutionsweg ist eine Wegstrecke mit 20 erläuternden Tafeln, deren Anfangspunkt den Beginn der Evolution symbolisiert; der Endpunkt des Weges steht dann symbolisch für das Auftreten des Homo sapiens.
- Ein Baumdenkmal für die Deutsche Einheit befindet sich im Ortsteil Reiersdorf westlich der Waldschule. Es wurde anlässlich des 25. Jahrestages der deutschen Wiedervereinigung am 24. April 2015 von Bürgermeister Detlef Tabbert, Oberförsterin Heidrun Koch und Kita-Kindern aus Milmersdorf und Joachimsthal gepflanzt. Zum Ensemble gehören ein Findling mit Schild und zwei Bänke.[32]

### Mittelalterliche Wehranlage
Zur mittelalterlichen Stadtbefestigung gehören eine vollständig erhaltene 1.735 Meter lange und bis zu sieben Meter hohe Stadtmauer mit Türmen, Stadttoren und 50 Wiekhäusern; darunter das Berliner Tor, das Prenzlauer Tor, das Mühlentor und der Pulverturm.
 Stadtmauer 

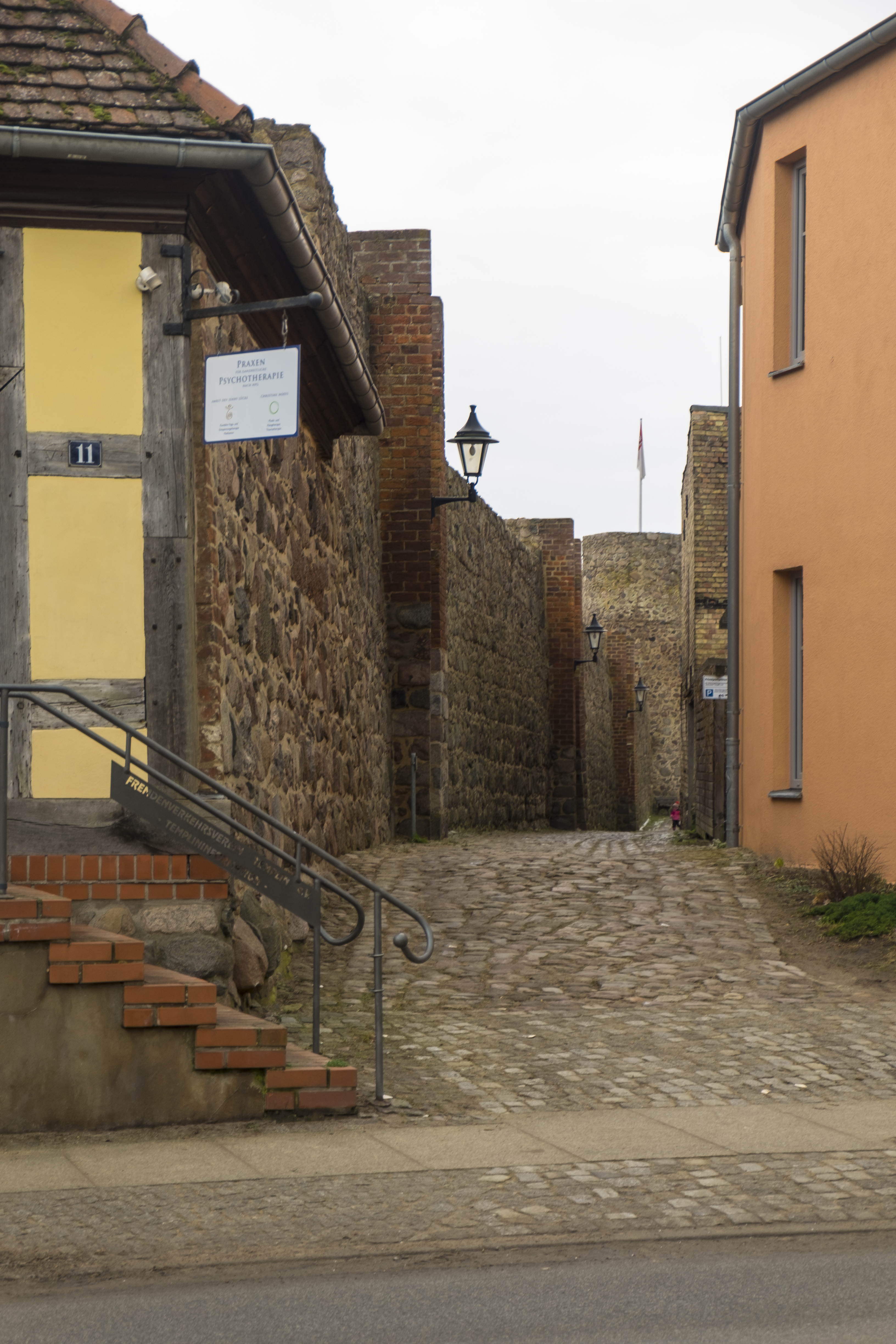
Stadtmauer am Akzisehaus

Templin verfügte durch den Templiner See mit seinem Abfluss von mehreren Seiten über einen natürlichen Schutz vor Angreifern. Anfangs ergänzten hölzerne, von Wall und Graben umgebene Palisaden die Verteidigung. Um 1300 wurde der natürliche Schutzwall aus Wasser, Sumpf und Wald durch tiefe Gräben und eine Wehranlage aus Feldsteinen ergänzt. Damit verschwanden Stück für Stück die Palisadenzäune. Der Bau der Befestigung dauerte 100 Jahre. Nach ihrer Fertigstellung war der unregelmäßig eiförmige Mauerring 1.735 Meter lang.
Das 1,80 m tiefe und bis zu 2 m breite Fundament besteht aus ohne Mörtel geschichteten Feldsteinen. Die Mauer ist 6 bis 7 m hoch, am Fuß 1,20 bis 1,40 m und an der Krone etwa 80 cm breit. Die Steine sind sorgfältig geschichtet. eine Reihe von großen Steinen wurde mit einer Reihe faust- bis kopfgroßen Steinen ausgeglichen. Es gab keine Zinnen und keinen Wehrgang. Deren Aufgaben übernahmen die Wiekhäuser. Die Wieken gaben der Mauer zudem zusätzliche Stabilität. Alle 25 bis 30 Meter waren die halbrunden, nach außen vorspringenden Wiekhäuser in die Feldsteinmauer eingebaut. Ursprünglich gab es 54 Wiekhäuser. Davon sind 50 bis heute erhalten. Einige wurde jedoch verändert. Eine Besonderheit Templins ist die seltene halbrunde Form aller Wieken. Alle Wiekhäuser haben zu Stadt hin zwei Absätze zur Auflage von Balkendecken, von denen aus die Stadt verteidigt wurde. Sie waren nur über Leitern erreichbar. In den oberen Etagen befinden sich Schießscharten nach allen Seiten und nach unten, so dass es keine toten Winkel gab. Zwei Wieken wurden zu Rundtürmen umgebaut.
Der Eulenturm wurde im 14. Jahrhundert oder nach dem Stadtbrand von 1735 zum Rundturm umgebaut. Sein alter Name „Hungerturm“ und die in sechs Metern Höhe liegende Tür verweisen auf seine Nutzung als Schuldgefängnis. Zugleich diente er als Beobachtungs- und Wehrturm, denn wegen des langen und stark gekrümmten Bogens zwischen Prenzlauer Tor und Berliner Tor war das Gelände im Südosten schwer zu überwachen.

## Wirtschaft und Infrastruktur

### Verkehr

#### Eisenbahn

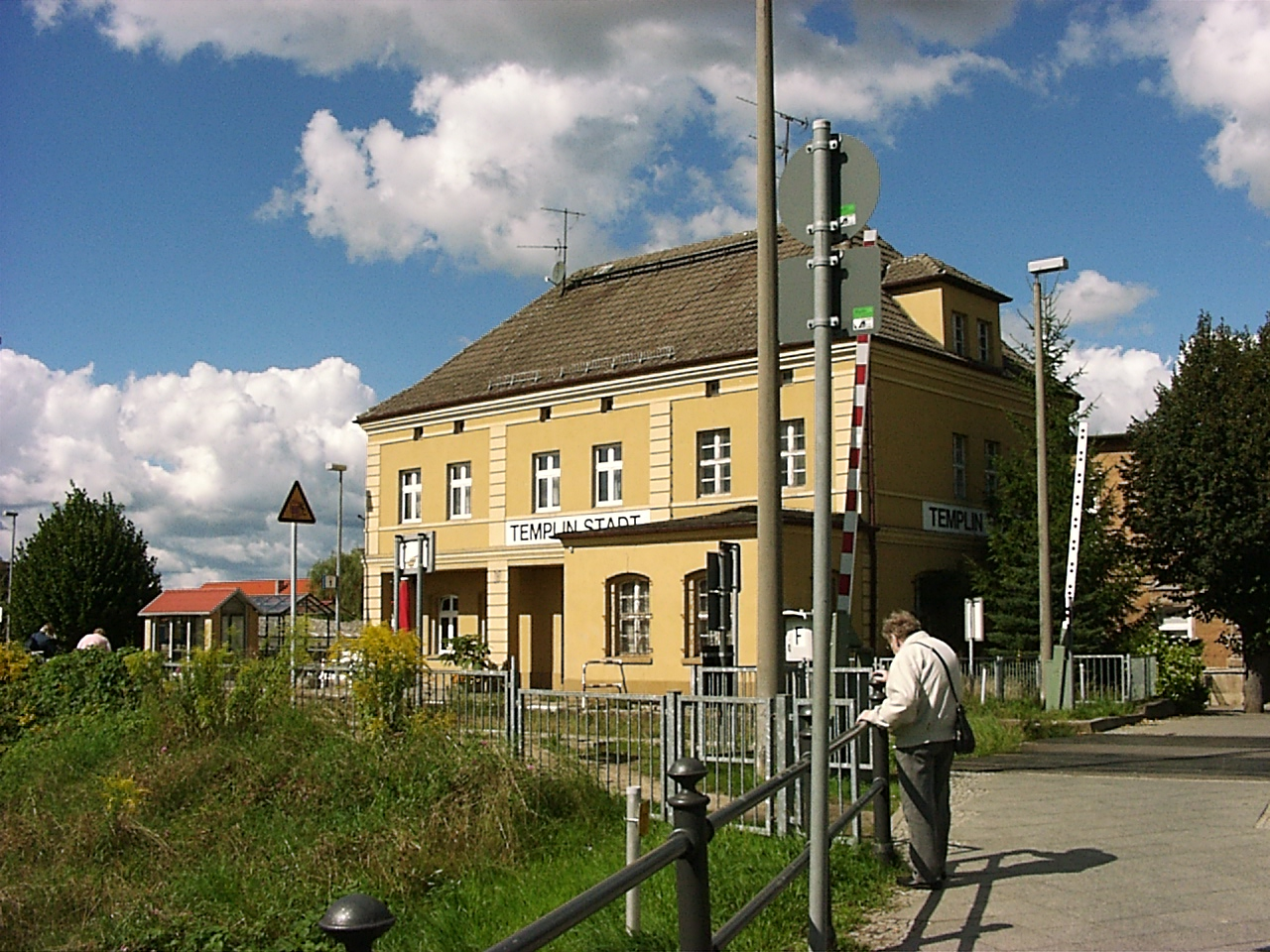
Bahnhof Templin Stadt

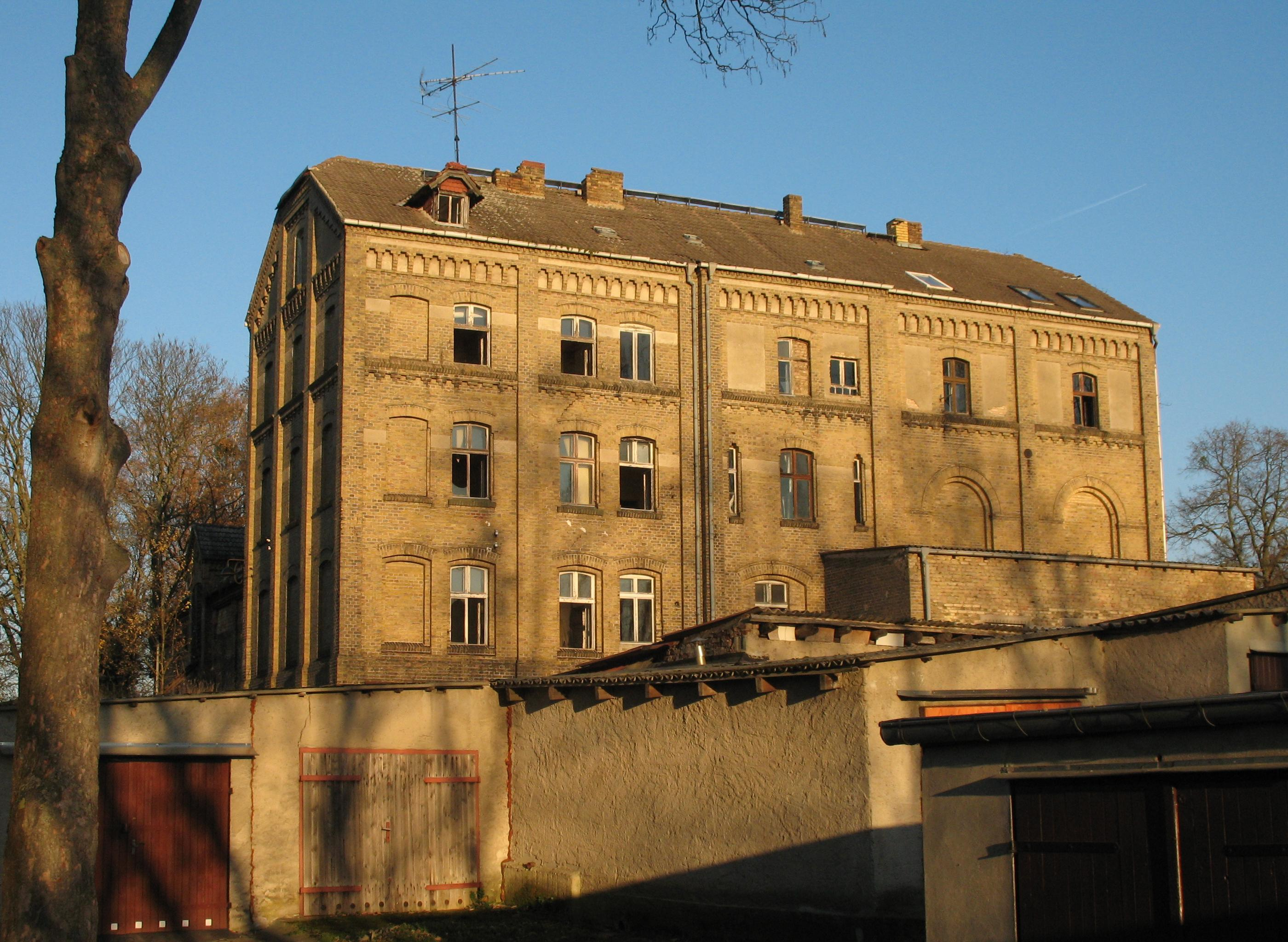
Ehemalige Brauerei

Die Bahnhöfe Templin Stadt und Templin sowie der Haltepunkt Hammelspring der Bahnstrecke Templin–Löwenberg liegen im Stadtgebiet. Die Strecke wird stündlich von der Regionalbahnlinie RB 12 (Templin–Zehdenick–Löwenberg–Oranienburg–Berlin-Ostkreuz) durch die NEB Betriebsgesellschaft mit Triebwagen der Baureihe 643 (Bombardier Talent) bedient. 2012 wurden beide Stationen modernisiert, die erneuerten Hausbahnsteige sind seitdem barrierefrei erreichbar.
Templin war einmal Kreuzungspunkt der Bahnstrecken Löwenberg (Mark)–Prenzlau und Fürstenberg/Havel–Eberswalde. 1996 wurde die Bahnstrecke nach Fürstenberg/Havel für den Eisenbahnverkehr stillgelegt. Das Gleis diente bis 2021 als touristische Draisinenstrecke. Im Jahr 2000 wurde der Personenverkehr auf dem Abschnitt Templin Stadt–Prenzlau eingestellt, und die Strecke in den folgenden Jahren stillgelegt und abgegebaut. 2006 endete der Reisezugverkehr auf dem Abschnitt Templin–Joachimsthal, die Strecke blieb aber in Betrieb. Von Dezember 2018 bis Dezember 2022 erhielt Templin wieder eine direkte Zugverbindung nach Joachimsthal und Eberswalde mit der Regionalbahnlinie RB 63.

#### Omnibus
Der öffentliche Personennahverkehr wird unter anderem durch den PlusBus des Verkehrsverbund Berlin-Brandenburg erbracht. Folgende Verbindungen führen, betrieben von der Uckermärkische Verkehrsgesellschaft, ab Templin:
- Linie 502: Templin ↔ Petznick ↔ Mittenwalde ↔ Haßleben ↔ Prenzlau
- Linie 515: Templin ↔ Milmersdorf ↔ Ringenwalde ↔ Friedrichswalde ↔ Joachimsthal

Von 1998 bis 2002 war die Benutzung des öffentlichen Nahverkehrs kostenfrei. Seit 2003 können mit einer Jahreskurkarte, welche 44 € im Jahr 2018 kostet, die Busse innerhalb Templins ohne zusätzliches Ticket genutzt werden.

#### Straßen
Durch den Ort führen die Bundesstraße 109 zwischen Zehdenick und Prenzlau und die Landesstraße 23 zwischen Lychen und Joachimsthal. Rund 25 km östlich verläuft die Bundesautobahn 11 (Berlin–Stettin), die nächstgelegenen Anschlussstellen sind Pfingstberg und Joachimsthal.

### Bildung
Von 1906 bis 1943 bestand in Templin eine Forstschule, an der angehende Förster ausgebildet wurden.

### Sport
Mit insgesamt 13 Fußballmannschaften nimmt der SC Victoria 1914 Templin am Spielbetrieb auf Landesebene (Brandenburg) und Kreisebene (Fußballkreis Westuckermark) teil.
Der MSC Templin richtet jährlich Moto-Cross Veranstaltungen auf regionaler (Landesmeisterschaften Berlin/Brandenburg) und bundesweiter Ebene (Deutsche Meisterschaften) aus. Die Moto-Cross Strecke „Im Kieferngrund“ befindet sich zwischen den Ortsteilen Knehden und Klosterwalde.
Am 6. Oktober 1979 fand im Templiner Stadion der Freundschaft vor 3.100 Zuschauern die erste Bestenermittlung im Frauenfußball in der DDR statt.

## Persönlichkeiten

### Ehrenbürger
- Richard Kirstein (1844–1926), 1890 bis 1915 Pfarrer und Diakonus in Templin, Ehrenbürger seit 1916
- Hermann Wentzel (1856–1932), Kaufmann und Ratsherr in Templin, Ehrenbürger seit 1924
- Erna Taege-Röhnisch (1909–1998), Mundartschriftstellerin, Ehrenbürgerin seit 1993[37]
- Angela Merkel (* 1954), Bundeskanzlerin von 2005 bis 2021, Ehrenbürgerin seit 2018[38]

### Söhne und Töchter der Stadt
- Prokop von Templin (1609–1680), Schriftsteller und Dichter geistlicher Lieder
- Martin Heinrich Fuhrmann (1669–1745), Kantor und Musiktheoretiker
- Joachim Heinrich Rühl (1730–1798), Geheimsekretär und Kassierer der Generaldomänenkasse in Berlin
- Gustav Gerlich (1810–1888), geboren auf Gut Neu Placht, Abgeordneter im Vorparlament von 1848 sowie im Reichstag
- Wilhelm John (1810–1881), Landschaftsmaler der Düsseldorfer Schule
- Edmund Hartnack (1826–1891), Optiker
- Elisabeth Halden (1841–1916), Kinderbuchautorin
- Karl Vollrath (1857–1915), Journalist und Mitglied des Reichstages (Deutsche Freisinnige Partei)
- Kurt Graßhoff (1869–1952), Marineoffizier, Konteradmiral im Ersten Weltkrieg
- Charles Andresen (1902–1973), Politiker (CDU), Mitglied der Berliner Stadtverordnetenversammlung
- Wilhelm Wilcke (1885–1979), nationalsozialistisch belasteter Heimatmaler
- Walter Marschke (1899–1956), Landrat
- Hermann Neef (1904–1950), Politiker (NSDAP), Reichsbeamtenführer
- Rudolf Georg Strey (1907–1988), deutsch-namibischer Botaniker und Landwirt
- Erna Taege-Röhnisch (1909–1998), geboren in Bebersee, Mundartschriftstellerin
- Gabriele Stammberger (1910–2005), Kommunistin, Verlagslektorin
- Werner Pusch (1913–1988), Politiker (SPD), 1953–1961 Mitglied des Bundestages
- Hanna Walz (1918–1997), Politikerin (CDU), 1969–1980 Mitglied des Bundestages
- Dorothea Binz (1920–1947), Oberaufseherin im KZ Ravensbrück, geboren in Düsterlake
- Kurt Hannemann (1923–2008), Politiker (CDU), Kultusminister in Schleswig-Holstein
- Hans-Georg Sumpf (1924–2007), Politiker (SED)
- Wolfgang Martens (1924–2000), Philologe
- Hans Müncheberg (* 1929), Dramaturg, Schriftsteller, Fernseh- und Drehbuchautor
- Jan-Peters Janssen (1937–2017), Sportpsychologe
- Holde-Barbara Ulrich (* 1940), Journalistin und Autorin
- Jorge Stever (1940–2019), Maler und Objektkünstler
- Hartmut Palmer (* 1941), Journalist und politischer Korrespondent
- Karl-Christian Bergmann (* 1942), Pneumologe und Allergologe
- Burkhard Lachmann (* 1942), Pathophysiologe
- Margit Bendokat (* 1943), Schauspielerin
- Nikolaus Hensel (* 1943), Anwalt und Notar, Ehrensenator der Universität Tel Aviv
- Jürgen Herrmann (* 1943), Rundfunkmoderator
- Angela Winkler (* 1944), Schauspielerin
- Eva Rubin (* 1945), Architektin
- Jutta Penndorf (* 1946), Kunsthistorikerin
- Manfred Kokot (* 1948), Leichtathlet, Olympiamedaillen-Gewinner
- Uwe Maroske (1951–2020), Bildhauer und Grafiker
- Roland Seidler (* 1951), Schauspieler
- Karl-Heinz Krüger (* 1953), Boxer
- Bodo Ihrke (* 1955), Politiker (* 1955), Landrat des Kreises Eberswalde
- Carola Stabe (* 1955), Bürgerrechtlerin
- Brigitte Grießing (* 1956), Kugelstoßerin
- Angela Müller (* 1959), Politikerin (SPD)
- Ronald Heynowski (* 1959), Archäologe
- Jutta Matuschek (* 1960), Politikerin (Die Linke, BSW), Mitglied des Abgeordnetenhauses von Berlin
- Detlef Tabbert (* 1960), Politiker (BSW, davor Die Linke)
- Ralf Zank (* 1960), Posaunist
- Elke Stadeler (* 1961), Bürgermeisterin von Strausberg (parteilos)
- Michael Köller (* 1961), Radrennfahrer
- Andreas Otto (* 1962), Politiker (Bündnis 90/Die Grünen), Mitglied des Abgeordnetenhauses von Berlin
- Conny Sauermann (* 1965), Tischtennisspielerin
- Volker Mai (* 1966), Leichtathlet (Dreisprung)
- Christa Wiese (* 1967), Leichtathletin
- Wolfram Köhler (* 1968), Politiker (CDU)
- Malte Philipp (* 1968), Segler
- Kerstin Meier (* 1975), Politikerin (Die Linke), Mitglied des Landtages Brandenburg
- Jan-Ulrich Weiß (* 1975), Politiker (AfD)
- Henryk Wichmann (* 1977), Politiker (CDU), Abgeordneter im Landtag Brandenburg
- Rocco Kever (* 1979), Politiker (AfD)
- Melanie Frehse (* 1982), Inneneinrichterin und TV-Einrichtungsberaterin
- Josephine Teske (* 1986), Pastorin, Mitglied des Rates der EKD
- Tino Zimmermann (* 1990), Künstler und Fotograf
- Philipp Seidler (* 1991), Schauspieler
- Alexia Hauf (* 1998), Handballspielerin
- Zora Müller (* 2010), Kinderdarstellerin

### Mit Templin verbundene Persönlichkeiten
- Friederike Krüger (1789–1848), Kämpferin in den Befreiungskriegen
- Robert Eitner (1832–1905), Musikwissenschaftler
- Gustav Lehmann (1853–1928), Pädagoge und Botaniker
- Minna Ostrowski (1897–1967), Widerstandskämpferin gegen den Nationalsozialismus
- Erna Taege-Röhnisch (1909–1998), Mundartschriftstellerin
- Horst Kasner (1926–2011), evangelischer Theologe, Leiter des Pastoralkollegs Templin, Vater der Bundeskanzlerin Angela Merkel
- Heinz Jankofsky (1935–2002), Karikaturist
- Klaus-Jürgen Gundlach (* 1948), Kirchenmusiker und Musikwissenschaftler
- Rüdiger Weida (* 1951), Bruder Spaghettus der Kirche des Fliegenden Spaghettimonsters Deutschland, Satiriker und Aktionskünstler